# Liste von Wegweisersäulen im Landkreis Bautzen
- Karte mit allen Koordinaten:
- OSM |
- WikiMap

Diese Aufzählung ist eine Teilliste der Liste von Wegweisersäulen in Sachsen.

## Landkreis Bautzen

### Arnsdorf
| Bild                          | Bezeichnung                   | Lage                                                | Datierung | Beschreibung            | ID |
| ----------------------------- | ----------------------------- | --------------------------------------------------- | --------- | ----------------------- | -- |
| Wegweisersäule Kleinwolmsdorf | Wegweisersäule Kleinwolmsdorf | Großerkmannsdorfer Str./ Dittersbacher Str. (Karte) |           |                         |    |
| Wegweisersäule Kleinwolmsdorf | Wegweisersäule Kleinwolmsdorf | Großerkmannsdorfer Str./ Wallrodaer Str. (Karte)    |           |                         |    |
| Wallroda                      | Wallroda                      | (Karte)                                             |           | Wegweisersäule Wallroda |    |

### Bautzen
| Bild                  | Bezeichnung | Lage                                                                    | Datierung                 | Beschreibung | ID       |
| --------------------- | --- | ----------------------------------------------------------------------- | ------------------------- | --- | -------- |
| Wegestein Bloaschütz  | Wegestein Bloaschütz | (Gemarkung Bolbritz, Flurstück 128) (Karte)                             | 19. Jahrhundert           | Quadratische Natursteinsäule mit flacher pyramidaler Spitze aus dem 19. Jahrhundert, ggf. ursprünglich vorhandene Inschriften nicht mehr erkennbar. Wegestein als Zeugnis der verkehrstechnischen Erschließung des ländlichen Raumes von verkehrsgeschichtlicher Bedeutung. | 09302904 |
| Wegestein Bloaschütz  | Wegestein Bloaschütz | (Gemarkung Bolbritz, Flurstück 161) (Karte)                             | 19. Jahrhundert           | Quadratische Natursteinsäule mit flacher pyramidaler Spitze aus dem 19. Jahrhundert, ggf. ursprünglich vorhandene Inschriften nicht mehr erkennbar. Wegestein als Zeugnis der verkehrstechnischen Erschließung des ländlichen Raumes von verkehrsgeschichtlicher Bedeutung. | 09302908 |
| Weitere Bilder        | Ehemaliges Zollhaus der Heilig-Geist-Brücke mit Einfriedung, Hinterhaus sowie Wegestein und Steinbank vor dem Haus (Äußeres Lauentor) | Äußere Lauenstraße 62, 64 (Karte)                                       | 15. Jahrhundert           | Baugeschichtlich, städtebaulich und stadtentwicklungsgeschichtlich von Bedeutung, bis zur Freigabe der Kronprinzenbrücke 1909 wichtigster Zufahrtsweg in die Stadt. Wohnhaus: Krüppelwalmdach mit Fledermausgaupen, Biberschwanzdeckung, Dach auskragend für die Einnehmung. Hinterhaus war früher Stellmacherei, eingeschossig mit Walmdach, gehört stilistisch in die Reihe der biedermeierlichen Gartenhäuser, die an oder in Nähe der Stadtmauer gebaut wurden. Wegestein und Steinbank Granit. | 09250961 |
| Wegesäule Kleinseidau | Wegesäule Kleinseidau | Am Wasserturm 27 (gegenüber) (Karte)                                    | 19. Jahrhundert           | Granitsäule mit quadratischem Sockel, schmalerem hohen Schaft mit abgefasten Kanten und breiterem Kopf mit flachpyramidalem Abschluss, auf den Seitenflächen des Kopfes aufgemalte Orts- und Entfernungsangaben sowie Richtungsweiser nach Kleinwelka, Temritz und Salzenforst. Wegesäule als Zeugnis der verkehrstechnischen Erschließung des ländlichen Raumes von orts- und verkehrsgeschichtlicher Bedeutung. | 09253074 |
| Wegesäule Löschau     | Wegesäule Löschau | Löschau, am Ortseingang (Kreuzung Löschau/Bolbritz) (Karte)             | 19. Jahrhundert           | Quadratische Granitsäule mit schlankem Schaft und einem hohen, etwas breiteren Kopf mit flachpyramidalem Abschluss; vermutlich aus dem 19. Jahrhundert, ursprünglich vorhandene Inschriften sind nicht mehr erkennbar. Wegesäule als Zeugnis der verkehrstechnischen Erschließung des ländlichen Raumes von orts- und verkehrsgeschichtlicher Bedeutung. | 09252290 |
| Wegesäule Löschau     | Wegesäule Löschau | (an der S100, südlich von Löschau, Flurstück 80) (Karte)                | 19. Jahrhundert           | Granitsäule am Kreisverkehr der S100; verkehrsgeschichtliche Bedeutung | 09306563 |
| Bild gesucht          | Wegesäule | Niederuhna (Kreuzung zwischen Niederuhna, Schmochtitz und Loga) (Karte) | 1. Hälfte 19. Jahrhundert | Wegesäule an der Kreuzung zwischen Niederuhna, Schmochtitz und Loga aus der ersten Hälfte des 19. Jahrhunderts, monolithischer Pfeiler aus Granit, unterer Schaftbereich mit abgefasten Ecken, darüber Kopf mit beschrifteten Seitenflächen (ursprünglich weiß und hellgrün gefasst, Beschriftung noch zum Teil lesbar) und flachpyramidalem Abschluss. Als Zeugnis der verkehrstechnischen Erschließung des ländlichen Raumes von orts- und verkehrsgeschichtlicher Bedeutung. | 09252275 |
| Wegesäule             | Wegesäule | Niederuhna (zwischen Ober- und Unteruhna) (Karte)                       | Um 1850                   | Wegesäule an der Straße zwischen Ober- und Unteruhna, um 1850 aufgestellt, monolithischer Pfeiler aus Granit, unterer Schaftbereich mit abgefasten Ecken, darüber Kopf mit ehemals wohl beschrifteten Seitenflächen und flachpyramidalem Abschluss. Als Zeugnis der verkehrstechnischen Erschließung des ländlichen Raumes von orts- und verkehrsgeschichtlicher Bedeutung. Anmerkung: Der Wegestein wurde vom Denkmalamt falsch verortet. An der angegebenen Stelle steht ein Grenzstein. Tatsächlich steht der Stein des Dokuments nördlich von Niederuhna am Feldweg nach Loga, abzweigend von der Straße nach Schmochtitz. | 09252273 |
| Wegesäule             | Wegesäule | Oberuhna (am Ortseingang, Kreuzung Löschau/Bolbritz) (Karte)            | 1. Hälfte 19. Jahrhundert | Wegesäule aus der ersten Hälfte des 19. Jahrhunderts am Ortseingang Oberuhnas stehend, monolithischer Pfeiler aus Granit, unterer Schaftbereich mit abgefasten Ecken, darüber Kopf mit ehemals wohl beschrifteten Seitenflächen (ursprünglich im oberen Viertel weiß und hellgrün gefasst) und flachpyramidalem Abschluss, heute teilweise verschüttet. Als Zeugnis der verkehrstechnischen Erschließung des ländlichen Raumes von orts- und verkehrsgeschichtlicher Bedeutung. | 09252289 |
| Bild gesucht          | Wegesäule Ostvorstadt | Czornebohstraße 69 (vor) (Karte)                                        | 2. Hälfte 19. Jahrhundert | Wegesäule aus Granit auf quadratischem Sockel, darüber Schaft mit abgefasten Kanten sowie ein kubischer Aufbau mit Nische in einer Seitenfläche und dachartigem Abschluss, ggf. vorhandene Beschriftungen oder Beschriftungstafeln nicht erhalten. Als Zeugnis der verkehrstechnischen Erschließung des ländlichen Raumes von verkehrsgeschichtlicher Bedeutung. | 09251338 |
| Wegesäule Teichnitz   | Wegesäule Teichnitz | Stauseestraße 3 (vor) (Karte)                                           | 1. Hälfte 19. Jahrhundert | Wegesäule aus der ersten Hälfte des 19. Jahrhunderts, monolithischer Pfeiler aus Granit, Schaft mit abgefasten Ecken, darüber Kopf mit beschrifteten Seitenflächen (Richtungsweise zu nahegelegenen Ortschaften, Ortsangaben zum Teil noch lesbar) und flachpyramidalem Abschluss. Als Zeugnis der verkehrstechnischen Erschließung des ländlichen Raumes von orts- und verkehrsgeschichtlicher Bedeutung. | 09251378 |
| Wegesäule             | Wegesäule | Temritz (in der Ortsmitte) (Karte)                                      | Bezeichnet mit 1863       | Quadratische, scharrierte Natursteinsäule mit flachem Abschluss und abgefasten Kanten im unteren Schaftbereich, aufgestellt im Jahre 1863. Mit aufgemalten Ortsangaben und Richtungsweisern (noch gut lesbar). Ursprüngliche Inschriften auf den Seitenflächen des Kopfes nicht mehr erkennbar. Wegesäule als Zeugnis der verkehrstechnischen Erschließung des ländlichen Raumes von verkehrsgeschichtlicher Bedeutung. | 09252294 |

### Bernsdorf
| Bild                                   | Bezeichnung                            | Lage                                             | Datierung                  | Beschreibung | ID       |
| -------------------------------------- | -------------------------------------- | ------------------------------------------------ | -------------------------- | --- | -------- |
| Weitere Bilder                         | Zwei Wegesteine                        | Dresdener Straße 14 (vor) (Karte)                | 19. Jahrhundert            | Zwei nebeneinander aufgestellte Wegesteine aus dem 19. Jahrhundert, dabei weist der größere Naturstein einen abgerundeten oberen Abschluss sowie eine rechteckige Sockelplatte auf, die Rückseite ist nur grob behauen, auf der glatt bearbeiteten Vorderseite befindet sich eine verwitterter, nicht mehr lesbare Inschrift, der kleinere Wegestein ist beidseitig behauen und als rechteckiger Quader mit flachpyramidalem Abschluss ausgeführt, ob die eingehauenen Spiegel auf beiden Seiten des Natursteins Inschriften trugen, lässt sich heute nicht mehr feststellen. Beide Wegesteine sind von orts- und verkehrsgeschichtlicher Bedeutung. | 09304586 |
| Weitere Bilder                         | Wegestein und Grenzstein               | Dresdener Straße 92 (vor) (Karte)                | Vermutlich 19. Jahrhundert | Verkehrsgeschichtlich und regionalgeschichtlich von Bedeutung, ca. 1 m hoher Sandstein, oben abgerundet, Inschrift größtenteils verwittert, Grenzstein: ca. 60 cm hoch, flacher Naturstein mit flachem Dreiecksabschluss, auf der einen Seite auf querliegendem Rechteck hochgestelltes Rechteck | 09278789 |
| Sühnekreuz und Wegesäule Straßgräbchen | Sühnekreuz und Wegesäule Straßgräbchen | Schulstraße 26 (bei) (Karte)                     | 16./17. Jahrhundert        | Ortsgeschichtliche und verkehrsgeschichtliche Bedeutung. - Wegestein (Granit) mit Inschrift Weißig, Großgarbe - Mittelalterliches Sühnekreuz, im oberen Teil schon stark verwittert (Granit) | 09305315 |
| Wegestein Wiednitz                     | Wegestein Wiednitz                     | Dorfstraße (Ecke Sellaer Weg) (Karte)            | 19. Jahrhundert            | Quadratische, ca. 1 Meter hohe Granitstele mit flacher pyramidaler Spitze aus dem 19. Jahrhundert, Aufschrift mit Richtungsangaben zu den nächstgelegenen Ortschaften (Grünewald/Heide) erneuert. Wegestein als Zeugnis der verkehrstechnischen Erschließung des ländlichen Raumes von verkehrsgeschichtlicher Bedeutung. | 08985159 |
| Bild gesucht                           | Wegestein Wiednitz                     | Sellaer Weg (Flurstück 220) (Karte)              | 19. Jahrhundert            | Ca. 1 Meter hohe Granitstele aus dem 19. Jahrhundert mit grob behauenem Schaft, geglättetem Kopf und flachpyramidalem Abschluss, Aufschrift mit Richtungsangaben zu den nächstgelegenen Ortschaften (Sella/Grüngräbchen) erneuert. Wegestein als Zeugnis der verkehrstechnischen Erschließung des ländlichen Raumes von verkehrsgeschichtlicher Bedeutung. | 08985163 |
| Bild gesucht                           | Wegestein Wiednitz                     | Sellaer Weg (Ecke Neu Wiednitzer Straße) (Karte) | 19. Jahrhundert            | Quadratische, ca. 1 Meter hohe Granitstele mit flacher pyramidaler Spitze aus dem 19. Jahrhundert, Aufschrift mit Richtungsangaben zu den nächstgelegenen Ortschaften (Neuwiednitz/Sella) erneuert. Wegestein als Zeugnis der verkehrstechnischen Erschließung des ländlichen Raumes von verkehrsgeschichtlicher Bedeutung. | 08985162 |
| Bild gesucht                           | Wegestein Wiednitz                     | Sellaer Weg (Flur 6, Flurstück 209) (Karte)      | 19. Jahrhundert            | Quadratische, ca. 1 Meter hohe Granitstele mit flacher pyramidaler Spitze aus dem 19. Jahrhundert, Aufschrift mit Richtungsangaben zu den nächstgelegenen Ortschaften (Großgrabe/Sella) erneuert. Wegestein als Zeugnis der verkehrstechnischen Erschließung des ländlichen Raumes von verkehrsgeschichtlicher Bedeutung. | 08985160 |
| Bild gesucht                           | Wegestein Wiednitz                     | Sellaer Weg 12 (bei) (Karte)                     | 19. Jahrhundert            | Ca. 1 Meter hohe Granitstele mit grob behauenem Schaft, geglättetem Kopf und flachpyramidalem Abschluss, Aufschrift mit Richtungsangaben zu den nächstgelegenen Ortschaften (Sella/Grüngräbchen) erneuert. Wegestein als Zeugnis der verkehrstechnischen Erschließung des ländlichen Raumes von verkehrsgeschichtlicher Bedeutung. | 08985164 |
| Bild gesucht                           | Wegestein Zeißholz                     | (Flur 3, Flurstück 13/3) (Karte)                 | 19. Jahrhundert            | Quadratischer, ca. 1,80 Meter hoher Naturstein aus dem 19. Jahrhundert, Seitenflächen überwiegend grob behauen, im oberen Schaftbereich vermutlich für Orts- und Richtungsangaben rundumlaufend glatt ausgearbeitet, Steinabschluss darüber abgeschlagen. Wegestein als Zeugnis der verkehrstechnischen Erschließung von orts- und verkehrsgeschichtlicher Bedeutung. | 09278773 |

### Bischofswerda
| Bild                   | Bezeichnung            | Lage                                                                                           | Datierung       | Beschreibung | ID       |
| ---------------------- | ---------------------- | ---------------------------------------------------------------------------------------------- | --------------- | --- | -------- |
| Wegesäule Schönbrunn   | Wegesäule Schönbrunn   | Burkauer Straße (Karte)                                                                        | 19. Jahrhundert | Grob behauene Natursteinstele aus dem 19. Jahrhundert mit korbbogenförmigem Abschluss, Schriftspiegel im oberen Drittel der Säule geglättet, allerdings ohne erhaltene Beschriftungen. Wegesäule als Zeugnis der verkehrstechnischen Erschließung des ländlichen Raumes von verkehrsgeschichtlicher Bedeutung.                                                                               | 09289492 |
| Bild gesucht           | Wegesäule              | (an Wegekreuzung Straße nach Weickersdorf/Bischofswerda und Straße nach Kleindrebnitz) (Karte) | Um 1905         | Quadratische Granit-Säule mit fünfseitigem Oberteil, verkehrsgeschichtliche Bedeutung, ursprüngliche Säule beschädigt (Basisteil modern ergänzt), Oberteil mit drei vertieft eingearbeiteten Spiegeln, die ursprünglich Schriftfelder waren, Beschriftung auf der restaurierten Säule Putzkau und Kleindrebnitz, Großdrebnitz, Bischofswerda und Rückersdorf mit jeweiligen Richtungspfeilen | 09304676 |
| Wegestein Weickersdorf | Wegestein Weickersdorf | Bischofswerdaer Straße 3 (gegenüber) (Karte)                                                   | 19. Jahrhundert | Kleiner, flacher Wegestein aus dem 19. Jahrhundert, mit rechteckigem Grundriss und dachartigem Abschluss, ein vertieftes Inschriftfeld auf der zugewandten Seite weist noch Spuren von Orts- und Richtungsangaben auf. Wegestein als Zeugnis der verkehrstechnischen Erschließung von verkehrsgeschichtlicher Bedeutung.                                                                     | 09276207 |
| Weitere Bilder         | Wegestein Weickersdorf | Bischofswerdaer Straße 3 (gegenüber) (Karte)                                                   | 19. Jahrhundert | Granitobelisk, Inschriftfeld mit Wegbezeichnung „Stolpen“. Quadratischer, sich leicht nach oben verjüngender Granitstein aus dem 19. Jahrhundert mit pyramidalem Abschluss und vertieftem Inschriftfeld an der zugewandten Seite, darin Ortsangaben mit Richtungspfeilen erkennbar. Wegestein als Zeugnis der verkehrstechnischen Erschließung von verkehrsgeschichtlicher Bedeutung.        | 09276213 |

### Burkau
| Bild                  | Bezeichnung                | Lage                                                       | Datierung       | Beschreibung | ID       |
| --------------------- | -------------------------- | ---------------------------------------------------------- | --------------- | --- | -------- |
| Bild gesucht          | Wegestein Burkau           | neben Hauptstraße 306 (Abzweig nach Bischofswerda) (Karte) | 19. Jahrhundert | Granitsäule mit quadratischem Sockel, einem durch die abgefasten Kanten schmaleren hohen Schaft und darüber einem wieder quadratischen Kopf mit pyramidalem Abschluss. Der Kopf ist neu in grün und weiß gefasst, auf den Seitenflächen wurden Orts- und Entfernungsangaben sowie Richtungsweiser aufgemalt. Wegestein als Zeugnis der verkehrstechnischen Erschließung des ländlichen Raumes von orts- und verkehrsgeschichtlicher Bedeutung.                         | 09289435 |
| Bild gesucht          | Wegestein Burkau           | Straße der Jugend 15 (Karte)                               | 19. Jahrhundert | Granitstein mit rechteckigem Schaftquerschnitt, Schaft ursprünglich mit abgefasten Kanten, inzwischen stark verwittert, darüber schließt sich ein breiterer Kopf mit pyramidalem Abschluss an. Der Kopf ist neu in grün und weiß gefasst, auf den Seitenflächen wurden Orts- und Entfernungsangaben sowie Richtungsweiser aufgemalt. Wegestein als Zeugnis der verkehrstechnischen Erschließung des ländlichen Raumes von orts- und verkehrsgeschichtlicher Bedeutung. | 09289430 |
| Weitere Bilder        | Wegestein Bocka            | (nach Kaschwitz) (Karte)                                   | 19. Jahrhundert | Verkehrsgeschichtlich von Bedeutung (April 2020 war der Wegestein umgestoßen) | 09289394 |
| Wegestein Großhänchen | Wegestein Großhänchen      | Leutwitzer Straße (Ortsausgang Richtung Leutwitz) (Karte)  | 19. Jahrhundert | Naturstein mit quadratischem Schaftquerschnitt, Schaft ursprünglich mit abgefasten Kanten, inzwischen stark verwittert, darüber fügt sich ein quadratischer Kopf mit flachpyramidalem Abschluss an, der noch Spuren einer grün-weißen Farbfassung mit Orts- und Richtungsangaben aufweist. Wegestein als Zeugnis der verkehrstechnischen Erschließung des ländlichen Raumes von orts- und verkehrsgeschichtlicher Bedeutung.                                           | 09289465 |
| Bild gesucht          | Wegesäule Großhänchen      | Dorfstraße (Ortsausgang Richtung Pannewitz) (Karte)        | 19. Jahrhundert | Verkehrsgeschichtlich von Bedeutung; nach 2014 von der Denkmalliste gestrichen; vor 2024 abgebrochen | 09289464 |
| Bild gesucht          | Wegestein Uhyst am Taucher | Taucherwaldstraße 71 (bei) (Karte)                         | 19. Jahrhundert | Verkehrsgeschichtlich von Bedeutung | 09289450 |

### Crostwitz
| Bild               | Bezeichnung             | Lage                                                | Datierung                                                | Beschreibung | ID       |
| ------------------ | ----------------------- | --------------------------------------------------- | -------------------------------------------------------- | --- | -------- |
| Wegestein          | Wegestein               | (200 m nach Ortsausgang, Abzweig Horka) (Karte)     | 19. Jahrhundert                                          | Naturstein mit pyramidalem Abschluss und vertieftem Schriftspiegel auf der straßenabgewandten Seite, darin Inschrift mit Ortsbezeichnungen (Horka, Königswartha), Entfernungsangaben in Wegestunden und Richtungsweisern, auf der sich links anschließenden Seitenfläche Inschrift „Crostwitz“, am Kopf des Wegesteins Spuren einer grün-weißen Farbfassung, die Inschriften sind teils noch schwarz ausgelegt. Entfernungsangaben in Wegestunden wurden nach 1874 überwiegend durch Kilometerangaben ersetzt, so dass der Wegestein vermutlich in der ersten Hälfte des 19. Jahrhunderts, spätestens jedoch bis 1874 zur Aufstellung am Standort kam und dort ausschließlich dem Lokalverkehr diente, er ist als Zeugnis der verkehrstechnischen Erschließung des ländlichen Raumes von verkehrsgeschichtlicher Bedeutung.           | 09228347 |
| Weitere Bilder     | Bildstock und Wegestein | (500 m nach Ortsausgang Richtung Neudörfel) (Karte) | 18. Jahrhundert (Bildstock); 19. Jahrhundert (Wegestein) | Bildstock bestehend aus geschwungener Granitsäule mit tabernakelartigem Aufsatz aus Sandstein, regionalgeschichtlich und verkehrshistorisch von Bedeutung, Granitsäule geschwungen bzw. gestaucht, auf quadratischem Sockel, Tabernakel mit figürlichen Darstellungen auf allen vier Seiten (Kreuzigung, Marienkrönung, Hl. Georg, Hl. Nepomuk), zum Teil vergoldet, Tabernakel bekrönt von Kreuz (Metall), (Säule steht schief, deshalb derzeit gefährdet), Wegestein Technisches Denkmal | 09228346 |
| Wegestein          | Wegestein               | Hornigstraße (Ecke Ćišinskistraße) (Karte)          | 19. Jahrhundert                                          | Natursteinstele mit pyramidalem Abschluss und seitlichem, vertieftem Schriftspiegel, darin Inschrift mit Orts- und Entfernungsangaben (in Wegestunden) sowie Richtungsweisern, straßenseitig Inschrift „Crostwitz“. Aufgrund der verwendeten Wegestunden als Entfernungsangaben ist anzunehmen, dass der Wegestein vor 1875 zur Aufstellung kam, als Zeugnis der verkehrstechnischen Erschließung des ländlichen Raumes von orts- und verkehrsgeschichtlicher Bedeutung. | 09301493 |
| Weitere Bilder     | Wegestein Caseritz      | (Ortseingang, von Crostwitz kommend) (Karte)        | Bezeichnet mit 1854                                      | Grob behauene Natursteinstele mit quadratischem Querschnitt und einem dachartigen Abschluss, Inschrift mit der Jahreszahl 1854. Wegestein als Zeugnis der verkehrstechnischen Erschließung des ländlichen Raumes von verkehrsgeschichtlicher Bedeutung. | 09228350 |
| Wegestein Horka    | Wegestein Horka         | (600 m vom Ortsrand Richtung Crostwitz) (Karte)     | 19. Jahrhundert                                          | Granitstele aus dem 19. Jahrhundert, mit dachartigem, pyramidalem Abschluss und seitlichen vertieften Schriftspiegeln, Inschriften nur noch schwach erkennbar, als Zeugnis der verkehrstechnischen Erschließung des ländlichen Raumes von verkehrsgeschichtlicher Bedeutung. | 09228367 |
| Wegestein Kopschin | Wegestein Kopschin      | Am Burgwall (Ortsausgang Richtung Lehndorf) (Karte) | 19. Jahrhundert                                          | Grob behauener Granitstein mit flachpyramidalem Abschluss und geglätteten Schriftspiegeln im oberen Schaftbereich, ggf. ursprünglich vorhandene Inschriften nicht mehr erkennbar, Wegestein als Zeugnis der verkehrstechnischen Erschließung des ländlichen Raumes von verkehrsgeschichtlicher Bedeutung. | 09228365 |
| Weitere Bilder     | Wegesäule Prautitz      | (Richtung Nucknitz, Abzweig nach Kopschin) (Karte)  | 19. Jahrhundert                                          | Ca. 2,20 Meter hohe Granitstele mit Rundbogenabschluss, darunter Vertiefungen an den Schaftseitenflächen, die vermutlich als Steckschlitze für hölzerne Wegweiserarme (steinerne Armsäule) dienten, sowie Inschriften mit Richtungsweisern, Orts- und Entfernungsangaben (in Wegestunden) auf geglätteter Oberfläche. Aufgrund der als Entfernungsangaben verwendeten Wegestunden ist anzunehmen, dass die Wegesäule vor 1875 zur Aufstellung kam. Zudem ist diese als dauerhaftere Weiterentwicklung der bereits Ende des 17. Jahrhunderts kurfürstlich angeordneten, zu dieser Zeit ausschließlich hölzernen Arm(en)säulen zu sehen. Als Zeugnis der verkehrstechnischen Erschließung des ländlichen Raumes und als seltene Ausführung innerhalb der Objektgruppe der Wegesteine und -säulen von verkehrsgeschichtlicher Bedeutung. | 09228360 |

### Cunewalde
| Bild         | Bezeichnung | Lage                                                                           | Datierung                 | Beschreibung | ID       |
| ------------ | ----------- | ------------------------------------------------------------------------------ | ------------------------- | --- | -------- |
| Bild gesucht | Wegestein   | (Ortsausgang Richtung Halbau, auf der Höhe der LPG-Wirtschaftsgebäude) (Karte) | 1. Hälfte 19. Jahrhundert | Verkehrsgeschichtlich von Bedeutung | 09225256 |
| Bild gesucht | Wegestein   | Hauptstraße (Straße nach Halbau, Abzweig Sornßiger Weg) (Karte)                | 1. Hälfte 19. Jahrhundert | Wegesäule aus Naturstein auf quadratischem Sockel, darüber Schaft mit abgefasten Kanten sowie kubischer Aufbau mit vertieften Schrifttafeln in den Seitenflächen und dachartigem, pyramidalem Abschluss, Inschriften stark verwittert und nicht mehr lesbar, als Zeugnis der verkehrstechnischen Erschließung des ländlichen Raumes von verkehrsgeschichtlicher Bedeutung. | 09225386 |

### Demitz-Thumitz
| Bild                   | Bezeichnung            | Lage                                                                   | Datierung       | Beschreibung | ID       |
| ---------------------- | ---------------------- | ---------------------------------------------------------------------- | --------------- | --- | -------- |
| Wegesäule Cannewitz    | Wegesäule Cannewitz    | Am Silberbach (Richtung Stacha, Ortsausgang rechts) (Karte)            | 19. Jahrhundert | Wegesäule aus Granit, Schaft mit quadratischem Querschnitt und abgefasten Kanten, darüber quaderförmiger Kopf mit flachpyramidalem Abschluss, Kopf mit Inschriften an den Seitenflächen, bestehend aus Ortsangaben (z. B. Rothnaußlitz), Entfernungsangaben in Kilometern sowie den zugehörigen Richtungsweisern, die Entfernungsangaben in Kilometern ersetzten nach 1874 die gängige Auszeichnung der Strecken in Wegestunden, so dass der Wegestein vermutlich im letzten Drittel des 19. Jahrhunderts zur Aufstellung kam, als Zeugnis der verkehrstechnischen Erschließung des ländlichen Raumes von verkehrsgeschichtlicher Bedeutung. | 09289298 |
| Bild gesucht           | Wegesäule Medewitz     | Ring 4 (gegenüber) (Karte)                                             | 19. Jahrhundert | Wegesäule aus Naturstein auf quadratischem Sockel, darüber Schaft mit abgefasten Kanten sowie kubischer Aufbau mit flachpyramidalem Abschluss, Kopf neu in grün und weiß gefasst sowie mit Orts- und Entfernungsangaben sowie Richtungsweisern in schwarzer Farbe versehen, als Zeugnis der verkehrstechnischen Erschließung des ländlichen Raumes von verkehrsgeschichtlicher Bedeutung. | 09304078 |
| Bild gesucht           | Wegestein Medewitz     | Ring 27 (bei) (Karte)                                                  | 19. Jahrhundert | Hohe, grob behauene Natursteinstele mit flachpyramidalem Abschluss, Kopf neu in grün und weiß gefasst sowie mit Orts- und Entfernungsangaben sowie Richtungsweisern in schwarzer Farbe versehen, Wegestein als Zeugnis der verkehrstechnischen Erschließung des ländlichen Raumes von verkehrsgeschichtlicher Bedeutung. | 09304109 |
| Wegestein              | Wegestein              | (400 m außerhalb Neu-Pottschapplitz, Richtung Stacha) (Karte)          | 19. Jahrhundert | Massig wirkender Wegestein aus Granit mit rundem Schaft, darüber kubischer Kopf mit vertieften Schriftfeldern an den Seitenflächen und pyramidalem Abschluss. Wegestein von verhältnismäßig seltener Form, als Zeugnis der verkehrstechnischen Erschließung des ländlichen Raumes von verkehrsgeschichtlicher Bedeutung. | 09289304 |
| Wegestein              | Wegestein              | Bergstraße (Ortseingang Neu-Pottschapplitz, von Cannewitz aus) (Karte) | 19. Jahrhundert | Verkehrsgeschichtlich von Bedeutung, Granit | 09289303 |
| Wegestein Rothnaußlitz | Wegestein Rothnaußlitz | Karlsdorfer Straße 31 (bei) (Karte)                                    | 19. Jahrhundert | Verkehrsgeschichtlich von Bedeutung, Granit | 09289289 |
| Bild gesucht           | Wegestein Stacha       | Taucherstraße (Ecke Pottschapplitzer Straße) (Karte)                   | 19. Jahrhundert | Verkehrsgeschichtlich von Bedeutung, Granit | 09289278 |
| Bild gesucht           | Wegesäule Wölkau       | Uhyster Straße 21 (gegenüber) (Karte)                                  | 19. Jahrhundert | Wegesäule aus Naturstein auf quadratischem Sockel, darüber Schaft mit stark abgefasten Kanten, damit beinahe achteckig erscheinend, sowie einem deutlich abgesetzten, kubischen Kopf mit flachpyramidalem Abschluss, Kopf neu in grün und weiß gefasst sowie mit Orts- und Entfernungsangaben sowie Richtungsweisern in schwarzer Farbe versehen, als Zeugnis der verkehrstechnischen Erschließung des ländlichen Raumes von verkehrsgeschichtlicher Bedeutung. | 09304079 |

### Doberschau-Gaußig
| Bild                                     | Bezeichnung                              | Lage                                                   | Datierung           | Beschreibung | ID       |
| ---------------------------------------- | ---------------------------------------- | ------------------------------------------------------ | ------------------- | --- | -------- |
| Wegestein Arnsdorf                       | Wegestein Arnsdorf                       | Wilthener Straße, gegenüber dem Kriegerdenkmal (Karte) | Bezeichnet mit 1927 | Verkehrsgeschichtlich von Bedeutung. Naturstein auf quadratischem Querschnitt, Schaft mit leicht abgefasten Kanten, darüber wieder quadratisches Kopfteil mit flachpyramidalem Abschluss, Kopf weiß mit schwarzer Beschriftung (bezeichnet mit Jahreszahl „1927“) gefasst, unten mit einem umlaufenden Band in Weinrot abschließend. Wegestein als Zeugnis der verkehrstechnischen Erschließung des ländlichen Raumes von verkehrsgeschichtlicher Bedeutung. | 09252742 |
| Bild gesucht                             | Wegestein Dretschen                      | Arnsdorfer Straße, Ortseinfahrt von Arnsdorf (Karte)   | 19. Jahrhundert     | Verkehrsgeschichtlich von Bedeutung, Natursteinstele mit langem Kopfstück und flachpyramidalem Abschluss, darunter Schaft mit leicht abgefasten Kanten. Wegestein als Zeugnis der verkehrstechnischen Erschließung des ländlichen Raumes von verkehrsgeschichtlicher Bedeutung. | 09303447 |
| Wegestein Golenz                         | Wegestein Golenz                         | Isernweg 12 (bei) (Karte)                              | 19. Jahrhundert     | Verkehrsgeschichtlich von Bedeutung. Quadratischer Naturstein mit abgefasten Kanten am Schaft, Kopf mit flachpyramidalem Abschluss und vertieften Schriftspiegeln auf den Seitenflächen. Wegestein als Zeugnis der verkehrstechnischen Erschließung des ländlichen Raumes von verkehrsgeschichtlicher Bedeutung. | 09250801 |
| Bild gesucht                             | Wegestein Grubschütz                     | Techritzer Straße 24 (gegenüber) (Karte)               | 19. Jahrhundert     | Granit, verkehrsgeschichtlich von Bedeutung, Wegestein, Granitstele mit quadratischem Querschnitt und geradem Abschluss, als Zeugnis der verkehrstechnischen Erschließung des ländlichen Raumes von verkehrsgeschichtlicher Bedeutung. | 09252946 |
| Wegestein mit Kugelbekrönung Preuschwitz | Wegestein mit Kugelbekrönung Preuschwitz | (Abzweig nach Grubschütz) (Karte)                      | Bezeichnet mit 1926 | Mit Kugelbekrönung, verkehrsgeschichtlich von Bedeutung, Granit, Inschrift: „Fußweg nach Bautzen 2,7 km“, „Doberschau 1,2 km“. Massig wirkender Wegestein aus Granit mit abgefasten Kanten am Schaft, darüber kubischer Abschluss mit umlaufendem Band und Kugelbekrönung, Inschrift auf einer Seitenfläche: „Fußweg nach Bautzen 2,7 km“/„Doberschau 1,2 km“, bezeichnet mit der Jahreszahl „1926“. Wegestein mit aufwändiger und seltener Gestaltung, als Zeugnis der verkehrstechnischen Erschließung des ländlichen Raumes von verkehrsgeschichtlicher Bedeutung. | 09251469 |
| Bild gesucht                             | Wegesäule Schlungwitz                    | Bärwaldstraße 14, 16 (bei) (Karte)                     | 19. Jahrhundert     | Verkehrsgeschichtlich von Bedeutung | 09252966 |
| Wegestein Zockau                         | Wegestein Zockau                         | Am Anger 28 (bei) (Karte)                              | 19. Jahrhundert     | Von ortsgeschichtlicher und verkehrsgeschichtlicher Bedeutung, Granitsäule mit quadratischem Sockel, schmalerem hohen Schaft mit abgefasten Kanten und breiterem Kopf mit flachpyramidalem Abschluss, mit verwitterter Inschrift „Seitschen“. Anmerkung: Der Stein steht nicht, wie auf der Denkmalliste vermerkt, beim Haus Nr. 28 an der Bahnstrecke, sondern etwa 300 Meter entfernt an der Straße von Zockau Richtung Seitschen. | 09303452 |

### Elsterheide
| Bild                          | Bezeichnung                   | Lage                                                  | Datierung       | Beschreibung | ID       |
| ----------------------------- | ----------------------------- | ----------------------------------------------------- | --------------- | --- | -------- |
| Wegestein mit drei Ecksteinen | Wegestein mit drei Ecksteinen | Klein Partwitz Lindenallee (Ecke Hauptstraße) (Karte) | 19. Jahrhundert | Verkehrsgeschichtlich von Bedeutung, sich nach oben verjüngende Granitstele mit flachpyramidalem Abschluss auf einer dreieckigen Granitbank, mit gemalter Inschrift auf den Seitenflächen; drei abgerundete Ecksteine als Begrenzung für gärtnerisch gestaltete Einfassung des Wegsteines | 08990017 |
| Weitere Bilder                | Wegestein Nardt               | Bundesstraße (Karte)                                  | 19. Jahrhundert | Verkehrsgeschichtlich von Bedeutung | 08990064 |
| Weitere Bilder                | Wegestein Nardt               | Bundesstraße (Ecke an den Linden) (Karte)             | 19. Jahrhundert | Verkehrsgeschichtlich von Bedeutung, obeliskartige Granitstele, dreieckig und mit pyramidalem Abschluss, auf Sockel mit zwei abgefasten Ecken, schwarz ausgelegte und zum Teil verblasste Inschriften                                                                                     | 08990062 |
| Wegestein Sabrodt             | Wegestein Sabrodt             | Alte Dorfstraße (Karte)                               | 19. Jahrhundert | Verkehrsgeschichtlich von Bedeutung, etwa 160 cm hohe eckige Granitstele (dreieckig und mit pyramidalem Abschluss) auf Sockel mit abgefasten Ecken, Inschrift weitgehend verblasst oder verwittert                                                                                        | 08990082 |
| Bild gesucht                  | Wegestein Sabrodt             | Dorfstraße (Ecke Gosdaer Weg) (Karte)                 | 19. Jahrhundert | Verkehrsgeschichtlich von Bedeutung, Granitstele auf quadratischem Querschnitt, etwa 1,20 m hoch, mit flachpyramidalem Abschluss, Inschrift verwittert | 08990076 |

### Elstra
| Bild             | Bezeichnung                               | Lage                                                                          | Datierung                 | Beschreibung | ID       |
| ---------------- | ----------------------------------------- | ----------------------------------------------------------------------------- | ------------------------- | --- | -------- |
| Bild gesucht     | Wegestein                                 | (Straße Elstra–Kriepitz, Abzweig nach Miltitz) (Karte)                        | 1. Hälfte 19. Jahrhundert | Verkehrshistorisch von Bedeutung, Granit, Schrift teilweise lesbar, relativ groß, ca. 1,60 m | 09228404 |
| Bild gesucht     | Wegestein Elstra                          | Bischofswerdaer Straße, gegenüber vom Friedhof (Karte)                        | Um 1850                   | Verkehrsgeschichtlich von Bedeutung, vermutlich zum Kilometerstein umgearbeiteter früherer Königlich-Sächsischer Meilenstein, Sandstein, Schrift nur teilweise lesbar | 09221901 |
| Wegestein Elstra | Wegestein Elstra                          | Klosterstraße, Ecke Hainmühlenweg (Karte)                                     | 19. Jahrhundert           | Ortsgeschichtlich und verkehrsgeschichtlich von Bedeutung, relativ kleine Säule aus Granit mit breiterem, quadratischen Sockel und eingetieftem Schriftfeld, Farbbeschriftung erneuert | 09227464 |
| Bild gesucht     | Zwei Wegesteine und ein Grenzstein Elstra | Weiße Mauer, Weggabelung ca. 500 m in südöstlicher Richtung (Feldweg) (Karte) | 19. Jahrhundert           | Ortsgeschichtlich und verkehrsgeschichtlich von Bedeutung. - I. Wegestein: Granit, Schrift nicht lesbar, Farbreste vorhanden - II. Wegestein: Granit, Schrift teilweise lesbar | 09225557 |
| Bild gesucht     | Wegestein Dobrig                          | Am Wiesengrund, Ecke Landstraße (Karte)                                       | 19. Jahrhundert           | Ortsgeschichtlich und verkehrsgeschichtlich von Bedeutung, Granitstele auf quadratischem Grundriss mit flachpyramidalem Abschluss, leicht eingetiefte Schrifttafel, Beschriftung nicht lesbar | 09228390 |
| Bild gesucht     | Wegestein Gödlau                          | Dorfstraße, an der Weggabelung nördlich des Ortes (Karte)                     | 19. Jahrhundert           | Verkehrsgeschichtlich von Bedeutung, Granit, Schrift nicht erkennbar, Säule durch Entwässerungsgrube (unmittelbar davor) stark gefährdet | 09226289 |
| Bild gesucht     | Wegestein Kriepitz                        | (Straße von Kriepitz nach Panschwitz-Kuckau, Straßengabelung) (Karte)         | 19. Jahrhundert           | Verkehrsgeschichtlich von Bedeutung, Granitsäule (Steinwegweiser Kriepitz nach Panschwitz-Kuckau) mit quadratischem Sockel, schmalerem hohen Schaft mit abgefasten Kanten und breiterem Kopf mit flachpyramidalem Abschluss, auf den Seitenflächen des Kopfes neu aufgemalte Orts- und Entfernungsangaben sowie Richtungsweiser (zuvor Schrift nicht mehr lesbar, noch blaue Farbreste vorhanden) | 09228389 |
| Bild gesucht     | Wegestein Kriepitz                        | Straße des Friedens, nördliches Ufer des Dorfteiches (Karte)                  | 19. Jahrhundert           | Ortsgeschichtlich und verkehrsgeschichtlich von Bedeutung, Stele aus Granit auf quadratischem Grundriss und mit flachpyramidalem Abschluss, neu aufgemalte Orts- und Entfernungsangaben sowie Richtungsweiser | 09304231 |
| Bild gesucht     | Wegestein Prietitz                        | Hauptstraße, Ecke Kriepitzer Straße (Karte)                                   | Bezeichnet mit 1852       | Ortsgeschichtlich und verkehrsgeschichtlich von Bedeutung, hohe Granitstele auf quadratischem Grundriss, mit flachem Abschluss, auf einer Seitenfläche bezeichnet mit „T. 1852“, darunter Orts- und Entfernungsangaben sowie Richtungsweiser neu aufgebracht | 09304232 |
| Bild gesucht     | Wegestein Rehnsdorf                       | (Straße von Steina nach Dobrig, Abzweig Rauschwitz) (Karte)                   | 19. Jahrhundert           | Verkehrsgeschichtlich von Bedeutung, grob behauene Granitstele mit flachem Abschluss, eingetiefter Schriftspiegel in der Mitte der Stele mit aufgemalten Orts- und Entfernungsangaben sowie Richtungsweisern | 09228398 |
| Bild gesucht     | Wegestein Wohla                           | (Hauptstraße nach Prietitz, rechte Seite, Abzweig Wohla) (Karte)              | 19. Jahrhundert           | Verkehrsgeschichtlich von Bedeutung, Granitstele auf quadratischem Grundriss, mit flachem Abschluss, Beschriftung nicht mehr lesbar | 09228393 |

### Göda
| Bild          | Bezeichnung   | Lage    | Datierung | Beschreibung | ID       |
| ------------- | ------------- | ------- | --------- | ------------ | -------- |
| Bild gesucht  | Birkau        | (Karte) |           |              |          |
| Bild gesucht  | Coblenz       | (Karte) |           |              |          |
| Dobranitz     | Dobranitz     | (Karte) |           |              |          |
| Dobranitz     | Dobranitz     | (Karte) |           |              |          |
| Dreikretscham | Dreikretscham | (Karte) |           |              |          |
| Dreikretscham | Dreikretscham | (Karte) |           |              | 09303835 |
| Bild gesucht  | Jannowitz     | (Karte) |           |              |          |
| Leutwitz      | Leutwitz      | (Karte) |           |              |          |
| Liebon        | Liebon        | (Karte) |           |              | 09303833 |
| Bild gesucht  | Muschelwitz   | (Karte) |           |              |          |
| Bild gesucht  | Muschelwitz   | (Karte) |           |              |          |
| Bild gesucht  | Muschelwitz   | (Karte) |           |              |          |
| Bild gesucht  | Nedaschütz    | (Karte) |           |              |          |
| Bild gesucht  | Oberförstchen | (Karte) |           |              |          |
| Paßditz       | Paßditz       | (Karte) |           |              | 09303834 |
| Bild gesucht  | Prischwitz    | (Karte) |           |              |          |
| Sollschwitz   | Sollschwitz   | (Karte) |           |              | 09252242 |
| Bild gesucht  | Sollschwitz   | (Karte) |           |              |          |
| Bild gesucht  | Sollschwitz   | (Karte) |           |              |          |
| Storcha       | Storcha       | (Karte) |           |              | 09252231 |
| Storcha       | Storcha       | (Karte) |           |              | 09252256 |
| Bild gesucht  | Zischkowitz   | (Karte) |           |              |          |
| Bild gesucht  | Zscharnitz    | (Karte) |           |              | 09252225 |

### Großdubrau
| Bild              | Bezeichnung               | Lage                                                            | Datierung       | Beschreibung                                | ID       |
| ----------------- | ------------------------- | --------------------------------------------------------------- | --------------- | ------------------------------------------- | -------- |
| Bild gesucht      | Wegestein Großdubrau      | August-Bebel-Straße, am Ortsausgang Richtung Brehmen (Karte)    | 19. Jahrhundert | Verkehrsgeschichtlich von Bedeutung, Granit | 09252997 |
| Bild gesucht      | Wegestein Crosta          | Leichenweg (Karte)                                              | 19. Jahrhundert | Verkehrsgeschichtlich von Bedeutung         | 09252981 |
| Weitere Bilder    | Wegestein Dahlowitz       | Kronförstchener Straße, Ecke Lindenberg (Karte)                 | 19. Jahrhundert | Verkehrsgeschichtlich von Bedeutung, Granit | 09253004 |
| Bild gesucht      | Zwei Wegesteine Jetscheba | am Ortsausgang nach Milkel/Wessel und Teicha/Wessel (Karte)     | 19. Jahrhundert | Verkehrsgeschichtlich von Bedeutung         | 09252973 |
| Wegestein Kauppa  | Wegestein Kauppa          | am Delitschteich, S 101 Einmündung in Flurstück 218b (Karte)    | 19. Jahrhundert | Verkehrsgeschichtlich von Bedeutung         | 09252976 |
| Weitere Bilder    | Wegestein Kronförstchen   | Ortsausgang Richtung Lubachau (Karte)                           | 19. Jahrhundert | Verkehrsgeschichtlich von Bedeutung         | 09252969 |
| Wegestein Särchen | Wegestein Särchen         | Am Flugplatz, Ecke Dorfstraße, gegenüber Commerauer Weg (Karte) | 19. Jahrhundert | Verkehrsgeschichtlich von Bedeutung         | 09252081 |
| Bild gesucht      | Wegestein Spreewiese      | Halbendorfer Straße, Ecke Klixer Straße/Lindenstraße (Karte)    | 19. Jahrhundert | Verkehrsgeschichtlich von Bedeutung         | 09252975 |
| Bild gesucht      | Wegestein Spreewiese      | Steinbruchweg, Ecke Lindenstraße (Karte)                        | 19. Jahrhundert | Verkehrsgeschichtlich von Bedeutung         | 09252974 |

### Großharthau
| Bild                        | Bezeichnung                 | Lage                                                                            | Datierung       | Beschreibung | ID       |
| --------------------------- | --------------------------- | ------------------------------------------------------------------------------- | --------------- | --- | -------- |
| Weitere Bilder              | Wegestein                   | Dresdener Straße (am Abzweig Paradiesstraße) (Karte)                            | 19. Jahrhundert | Verkehrsgeschichtlich von Bedeutung. Granitsäule quadratischen Querschnitts mit abgefastem Schaft und vertieften Schriftspiegeln am Kopfteil (darin Orts- und Kilometerangaben mit Richtungsweisern eingemeißelt, an der zugewandten Seite auch auf dem Schaft), Kopie? | 09288636 |
| Weitere Bilder              | Wegestein mit Inschrift     | Dresdener Straße (Kreuzungsbereich Dresdener Straße/Straße der Einheit) (Karte) | 19. Jahrhundert | Verkehrsgeschichtliche Bedeutung. Inschrift „AR, Dresden 3 St., Bautzen 6 St.“, quadratischer Sockel mit schlichtem Quaderaufsatz mit seitlichen Abfasungen, Sandstein.                                                                                                 | 09305104 |
| Wegweisersäule Schmiedefeld | Wegweisersäule Schmiedefeld | Hauptstraße / Rennersdorfer Str. (Karte)                                        |                 | |          |
| Weitere Bilder              | Wegweisersäule Seeligstadt  | Fischbacher Straße (Flurstück 593) (Karte)                                      | 19. Jahrhundert | Verkehrsgeschichtlich von Bedeutung. Grob behauene Natursteinstele, nach oben hin leicht verjüngend, flacher Abschluss. | 09289495 |

### Großnaundorf
| Bild         | Bezeichnung            | Lage        | Datierung | Beschreibung | ID |
| ------------ | ---------------------- | ----------- | --------- | ------------ | -- |
| Bild gesucht | Wegestein Großnaundorf | S56 (Karte) |           |              |    |
| Bild gesucht | Wegestein Mittelbach   | S56 (Karte) |           |              |    |

### Großpostwitz
| Bild                | Bezeichnung          | Lage                                                       | Datierung           | Beschreibung | ID       |
| ------------------- | -------------------- | ---------------------------------------------------------- | ------------------- | --- | -------- |
| Wegestein           | Wegestein            | Hauptstraße, Ecke Kirchplatz (Karte)                       | 19. Jahrhundert     | Verkehrsgeschichtlich von Bedeutung, sorgfältig gearbeitete Wegesäule aus Granit mit Sockel auf quadratischem Grundriss, darüber schmalerer Schaft mit abgefasten Kanten, kubischer Kopf mit vertieften Inschriftfeldern (darin Orts- und Kilometerangaben sowie Richtungspfeile) und flachpyramidalem Abschluss | 09252783 |
| Wegestein Binnewitz | Wegestein Binnewitz  | Ebendörfler Straße/Ecke Jenkwitzer Straße (Karte)          | Bezeichnet mit 1829 | Verkehrsgeschichtlich von Bedeutung, aus Naturstein, Schaft mit abgefasten Kanten, darüber breiterer Kopf mit vertiefter Schrifttafel in der zugewandten Seitenfläche und dachartigem Abschluss | 09252754 |
| Bild gesucht        | Wegestein Cosul      | (Cosul, westlicher Ortseingang) (Karte)                    | 19. Jahrhundert     | Verkehrsgeschichtlich von Bedeutung, Natursteinsäule aus einem Schaft mit abgefasten Kanten und kubischem Kopf mit flachpyramidalem Abschluss, alle Seitenflächen des Kopfes weisen vertiefte Inschriftfelder auf                                                                                                | 09303889 |
| Bild gesucht        | Wegestein Eulowitz   | Hauptstraße, Ecke Bederwitzer Straße, Neu-Eulowitz (Karte) | 19. Jahrhundert     | Verkehrsgeschichtlich von Bedeutung, Granitsäule, langer Schaft mit pyramidalem Abschluss | 09252820 |
| Bild gesucht        | Wegestein Rascha     | (am Drohmberg) (Karte)                                     | 19. Jahrhundert     | Verkehrsgeschichtlich von Bedeutung | 09252774 |
| Bild gesucht        | Wegestein Ebendörfel | Binnewitzer Straße, an der Straße nach Binnewitz           | 19. Jahrhundert     | Verkehrsgeschichtlich von Bedeutung; nicht mehr in Denkmalkarte verzeichnet und deshalb wohl nach 2014 aus der Denkmalliste gestrichen | 09303892 |

### Großröhrsdorf
| Bild                     | Bezeichnung              | Lage                                                                 | Datierung       | Beschreibung | ID       |
| ------------------------ | ------------------------ | -------------------------------------------------------------------- | --------------- | --- | -------- |
| Bild gesucht             | Wegesäule Hauswalde      | (Verbindungsstraße Ohorn – Hauswalde, in Höhe Buschmühlberg) (Karte) | 19. Jahrhundert | Verkehrsgeschichtlich von Bedeutung. Grob behauene und sich leicht nach oben hin verjüngende Natursteinstele aus dem 19. Jahrhundert, Schriftspiegel im oberen Drittel der Säule geglättet, mit eingemeißelten Ortsangaben nach Kindisch und Bretnig sowie zugehörigen Richtungspfeilen. Wegesäule als Zeugnis der verkehrstechnischen Erschließung des ländlichen Raumes von verkehrsgeschichtlicher Bedeutung. | 09289144 |
| Wegestein Kleinröhrsdorf | Wegestein Kleinröhrsdorf | (an der Straße nach Radeberg) (Karte)                                | 19. Jahrhundert | Verkehrsgeschichtlich von Bedeutung, Natursteinsäule mit scharrierten Seitenflächen, Schriftspiegel im oberen Drittel der Säule geglättet und mit Inschriften versehen (Ortsangaben: Radeberg, Dresden, Leppersdorf, Lichtenberg, Pulsnitz, zusätzlich Kilometerangaben und Richtungspfeile), dachartiger Abschluss                                                                                              | 09289699 |

### Haselbachtal
| Bild                | Bezeichnung           | Lage                          | Datierung       | Beschreibung | ID       |
| ------------------- | --------------------- | ----------------------------- | --------------- | --- | -------- |
| Wegestein Bischheim | Wegestein Bischheim   | Hauptstraße 100 (bei) (Karte) | 19. Jahrhundert | Verkehrsgeschichtlich von Bedeutung, Granitstele mit gerundetem Abschluss                                       | 09227339 |
| Weitere Bilder      | Wegestein Reichenbach | Querweg 1 (gegenüber) (Karte) | 19. Jahrhundert | Verkehrsgeschichtlich von Bedeutung, Wegestein aus Granit auf rechteckigem Grundriss, mit pyramidalem Abschluss | 09304257 |

### Hochkirch
| Bild         | Bezeichnung | Lage    | Datierung | Beschreibung | ID       |
| ------------ | ----------- | ------- | --------- | ------------ | -------- |
| Bild gesucht | Hochkirch   | (Karte) |           |              | 09251708 |
| Hochkirch    | Hochkirch   | (Karte) |           |              | 09251707 |
| Bild gesucht | Kuppritz    | (Karte) |           |              | 09251719 |
| Kuppritz     | Kuppritz    | (Karte) |           |              | 09251673 |
| Meschwitz    | Meschwitz   | (Karte) |           |              | 09251624 |
| Bild gesucht | Meschwitz   | (Karte) |           |              | 09251623 |
| Bild gesucht | Meschwitz   | (Karte) |           |              | 09251621 |
| Neukuppritz  | Neukuppritz | (Karte) |           |              |          |
| Neukuppritz  | Neukuppritz | (Karte) |           |              | 09251709 |
| Rodewitz     | Rodewitz    | (Karte) |           |              |          |
| Rodewitz     | Rodewitz    | (Karte) |           |              |          |
| Bild gesucht | Sornßig     | (Karte) |           |              | 09304353 |
| Bild gesucht | Steindörfel | (Karte) |           |              | 09251704 |

### Hoyerswerda
| Bild                   | Bezeichnung                               | Lage                                                             | Datierung       | Beschreibung | ID       |
| ---------------------- | ----------------------------------------- | ---------------------------------------------------------------- | --------------- | --- | -------- |
| Wegestein Dörgenhausen | Wegestein Dörgenhausen                    | bei Am Vincenzgraben 10 (Abzweig Elsteraue) (Karte)              | 19. Jahrhundert | Der Wegweiser aus Granit ist verkehrsgeschichtlich von Bedeutung. Angebracht sind Bolzen zur Aufnahme von Schrifttafeln, wobei jedoch die Beschriftung unleserlich ist. | 08975733 |
| Wegestein Dörgenhausen | Wegestein Dörgenhausen                    | gegenüber Am Vincenzgraben 19 (Abzweig Bröthener Straße) (Karte) | 19. Jahrhundert | Der Wegweiser aus Granit ist verkehrsgeschichtlich von Bedeutung. Angebracht sind Bolzen zur Aufnahme von Schrifttafeln, wobei jedoch die Beschriftung unleserlich ist. | 08975743 |
| Wegestein Dörgenhausen | Wegestein Dörgenhausen                    | Michalkener Weg (Abzweig Neudorfer Weg) (Karte)                  | 19. Jahrhundert | Der Wegweiser aus einer schlichten vierseitigen Granitsäule zeichnet sich durch einen oben eingesteckten eisernen Bolzen zur Aufnahme von Schrifttafeln aus. Eine Beschriftung ist nicht mehr lesbar. Er ist von verkehrsgeschichtlicher Bedeutung. | 08975744 |
| Weitere Bilder         | Wegestein Schwarzkollm                    | (B 96, Ecke Abzweig Laubusch/Hauptstraße) (Karte)                | Nach 1874       | Der Wegestein an der parallel zur Bahn verlaufenden Hauptstraße, Abzweig Straße nach Neu-Laubusch, besteht aus einem dreiseitigen Monolith auf einem durch Schrägen ins Dreieck überführten, unten quadratischen Sockel. Er zeigt auf drei Seiten die Kilometerzahl nach mehreren Orten an. Da die Angaben in Kilometern sind, kann der Stein erst nach 1874 aufgestellt worden sein. Der Stein ist verkehrsgeschichtlich von Bedeutung. | 08975424 |
| Weitere Bilder         | Wegestein Schwarzkollm                    | (B 96, Ecke Abzweig Laubusch/Hauptstraße) (Karte)                | Nach 1874       | Der Wegestein an der parallel zur Bahn verlaufenden Hauptstraße, Abzweig Straße nach Neu-Laubusch, besteht aus einem Monolith und ist oben auf allen vier Seiten abgerundet. Er zeigt die Kilometerzahl nach mehreren Orten an. Da die Angaben in Kilometern sind, kann der Stein erst nach 1874 aufgestellt worden sein. Der Stein ist verkehrsgeschichtlich von Bedeutung.                                                             | 08975420 |
| Weitere Bilder         | Wegestein Schwarzkollm, an B 96 bei Nardt | (Flur 2, Flurstück 178/3) (Karte)                                | 19. Jahrhundert | Dreiseitige Steinstele, verkehrsgeschichtlich von Bedeutung | 09307546 |

### Kamenz
| Bild                      | Bezeichnung                                                                         | Lage                                                                                                | Datierung                                               | Beschreibung | ID       |
| ------------------------- | ----------------------------------------------------------------------------------- | --------------------------------------------------------------------------------------------------- | ------------------------------------------------------- | --- | -------- |
| Wegestein Biehla          | Wegestein Biehla                                                                    | (am Ortsausgang Nordwest) (Karte)                                                                   | 19. Jahrhundert                                         | Verkehrsgeschichtlich von Bedeutung, Granit | 09253425 |
| Weitere Bilder            | Denkmal für die Gefallenen des Ersten Weltkrieges und gegenüber stehender Wegestein | Biehla Bergallee Ecke Alte Schulstraße (bis 31. Dezember 2018: Bergstraße Ecke Schulstraße) (Karte) | Nach 1918 (Kriegerdenkmal); 19. Jahrhundert (Wegestein) | Ortsgeschichtlich und verkehrsgeschichtlich von Bedeutung, Kriegerdenkmal: Findling mit Inschrift | 09253428 |
| Wegestein Biehla          | Wegestein Biehla                                                                    | Bernsdorfer Straße (gegenüber vom Gasthof Biehla) (Karte)                                           | 19. Jahrhundert                                         | Verkehrsgeschichtlich von Bedeutung, Granitstele, sich nach oben hin verjüngend, mit pyramidalem Abschluss | 09253424 |
| Wegestein Cunnersdorf     | Wegestein Cunnersdorf                                                               | Alte Dorfstraße 52 (bei) (bis 31. Dezember 2018 Hauptstraße 52) (Karte)                             | 19. Jahrhundert                                         | Verkehrsgeschichtlich von Bedeutung, Alter Wegestein („Cunnersdorf“) | 09253451 |
| Wegestein Cunnersdorf     | Wegestein Cunnersdorf                                                               | Kamenzer Straße (am Abzweig nach Cunnersdorf) (Karte)                                               | 19. Jahrhundert                                         | Verkehrsgeschichtlich von Bedeutung, Granit | 09253442 |
| Wegestein Deutschbaselitz | Wegestein Deutschbaselitz                                                           | Kurzer Weg (Wanderweg Kamenz–Pulsnitz) (Karte)                                                      | 19. Jahrhundert                                         | Verkehrsgeschichtlich von Bedeutung, Naturstein mit quadratischen Querschnitt, Schaft stark abgefast, dadurch beinahe oktogonal, darüber hoher Kopf mit pyramidalem Abschluss                                                                            | 09227071 |
| Wegestein Hausdorf        | Wegestein Hausdorf                                                                  | (Ortsausgang Nordwest) (Karte)                                                                      | 19. Jahrhundert                                         | Verkehrsgeschichtlich von Bedeutung | 09253432 |
| Wegestein Hennersdorf     | Wegestein Hennersdorf                                                               | Dorfstraße (nördlicher Ortsausgang) (Karte)                                                         | 19. Jahrhundert                                         | Verkehrsgeschichtlich von Bedeutung, Granitstele mit grob behauenem Schaft, geglättetem Kopf und flachpyramidalem Abschluss | 09304087 |
| Wegestein Lückersdorf     | Wegestein Lückersdorf                                                               | Häslicher Weg (Ecke Kamenzer Straße) (Karte)                                                        | 19. Jahrhundert                                         | Verkehrsgeschichtlich von Bedeutung, Granit | 09223215 |
| Wegestein Lückersdorf     | Wegestein Lückersdorf                                                               | Schwosdorfer Straße (Flurstück 543) (Karte)                                                         | 19. Jahrhundert                                         | Verkehrsgeschichtlich von Bedeutung, Granitstele mit leicht abgerundetem Abschluss | 09223214 |
| Wegestein Petershain      | Wegestein Petershain                                                                | (Ortsausgang Süd) (Karte)                                                                           | 19. Jahrhundert                                         | Verkehrsgeschichtlich von Bedeutung, Granit | 09253440 |
| Wegestein Schönbach       | Wegestein Schönbach                                                                 | (500 m südwestlich des Ortes, Richtung Rohrbach) (Karte)                                            | 19. Jahrhundert                                         | Verkehrsgeschichtlich von Bedeutung | 09253438 |
| Wegestein Schönbach       | Wegestein Schönbach                                                                 | Schönbacher Dorfstraße (Ecke Kiefernweg) (Karte)                                                    | 19. Jahrhundert                                         | Verkehrsgeschichtlich von Bedeutung, Granit | 09253447 |
| Wegestein Schwosdorf      | Wegestein Schwosdorf                                                                | (Ortsende Richtung Häslich, nahe Husarenstein) (Karte)                                              | 19. Jahrhundert                                         | Verkehrsgeschichtlich von Bedeutung, Granitstele mit flachpyramidalem Abschluss | 09301657 |
| Wegestein Schwosdorf      | Wegestein Schwosdorf                                                                | Landstraße (Ortseingang Nord) (Karte)                                                               | 19. Jahrhundert                                         | Verkehrsgeschichtlich von Bedeutung, Granitstele, ca. 1,30 m hoch | 09253455 |
| Wegestein Zschornau       | Wegestein Zschornau                                                                 | Am Flugplatz (Ecke Auenweg) (Karte)                                                                 | 19. Jahrhundert                                         | Verkehrsgeschichtlich von Bedeutung, grob behauene und sich leicht nach oben hin verjüngende Granitstele, im oberen Teil geglättet und mit eingemeißelten Orts- und Kilometerangaben sowie Richtungspfeilen versehen, darüber flachpyramidaler Abschluss | 09304086 |

### Königsbrück
| Bild                  | Bezeichnung           | Lage                                               | Datierung                 | Beschreibung | ID       |
| --------------------- | --------------------- | -------------------------------------------------- | ------------------------- | --- | -------- |
| Wegestein Königsbrück | Wegestein Königsbrück | Schloßberg 1 (bei) (Karte)                         | 1. Hälfte 19. Jahrhundert | Verkehrsgeschichtlich von Bedeutung, Natursteinstele mit pyramidalem Abschluss, Inschriften: Ortsangaben, Wegestunden sowie Richtungspfeil | 09301590 |
| Bild gesucht          | Wegestein Gräfenhain  | Dorfstraße (Ecke Alte Höckendorfer Straße) (Karte) | 19. Jahrhundert           | Verkehrsgeschichtlich von Bedeutung, Granitsäule mit Aussparungen im oberen Bereich für Anbringung eines hölzernen Wegweiserarmes (ehemalige Armsäule), nach oben verjüngend zulaufend, soll restauriert und ergänzt werden (Inschrift: „Laußnitz 3/4 Std“) | 09300633 |

### Königswartha
| Bild                     | Bezeichnung              | Lage                         | Datierung | Beschreibung | ID |
| ------------------------ | ------------------------ | ---------------------------- | --------- | ------------ | -- |
| Wegweisersäule Johnsdorf | Wegweisersäule Johnsdorf | Alte Steinitzer Str. (Karte) |           |              |    |
| Wegweisersäule Johnsdorf | Wegweisersäule Johnsdorf | Oppitzer Str. (Karte)        |           |              |    |

### Kubschütz
| Bild                       | Bezeichnung                | Lage                                                                                           | Datierung                 | Beschreibung | ID       |
| -------------------------- | -------------------------- | ---------------------------------------------------------------------------------------------- | ------------------------- | --- | -------- |
| Bild gesucht               | Wegestein Baschütz         | (am Ortsausgang nach Kreckwitz) (Karte)                                                        | 19. Jahrhundert           | Verkehrsgeschichtlich von Bedeutung, schlanke monolithische Granitsäule mit abgefasten Kanten und Beschriftung (Ortsangaben) im oberen Fünftel | 09251348 |
| Wegestein Blösa            | Wegestein Blösa            | (Ortseingang nach Blösa von Rieschen) (Karte)                                                  | 19. Jahrhundert           | Verkehrsgeschichtlich von Bedeutung, monolithische Granitsäule auf quadratischem Grundriss, Sockel bezeichnet mit 1845, darüber Schaft mit abgefasten Kanten, vorkragendem Kopfteil und abgerundetem oberen Abschluss, Seitenflächen des Kopfteils mit Orts- und Kilometerangaben nach Rieschen, Soritz, Kubschütz (mit entsprechenden Richtungsweisern) bemalt                                                                                                  | 09251906 |
| Wegestein Canitz-Christina | Wegestein Canitz-Christina | (Ortseingang, von Waditz kommend) (Karte)                                                      | 19. Jahrhundert           | Verkehrsgeschichtlich von Bedeutung, zum Zeitpunkt der Erfassung teilweise eingegrabene monolithische Granitsäule, Schaft mit abgefasten Kanten, Kopf mit pyramidalem Abschluss, seitlich aufgebrachte Beschriftungen: Baschütz, Kumschütz, Waditz (mit entsprechenden Distanzangaben und Richtungsweisern) | 09251915 |
| Wegestein                  | Wegestein                  | Canitz-Christina 16 (gegenüber) (Karte)                                                        | Bezeichnet mit 1836       | Verkehrsgeschichtlich von Bedeutung, sehr hohe monolithische Wegesäule (etwa 2,50–3 m / aus Granit), mit Sockel (annähernd quadratischer Grundriss), darüber Schaft mit stark abgefasten Kanten sowie vorkragender Kopf mit leicht gerundetem Abschluss, auf den Seitenflächen des Kopfes Inschriften: Datierung (bezeichnet 1836) und Ortshinweis „Baschütz“, Beschriftungen Kumschütz, Waditz, Baschütz mit entsprechenden Distanzangaben und Richtungspfeilen | 09252180 |
| Bild gesucht               | Wegestein Jenkwitz         | bei An der B6 35 (Einmündung B6) (Karte)                                                       | 19. Jahrhundert           | Verkehrsgeschichtlich von Bedeutung, schlanke Natursteinsäule mit abgefasten Kanten auf quadratischem Sockel, darüber überkragender Aufsatz mit pyramidalem Abschluss, dieser mit Beschriftung Baschütz, Auritz, Kubschütz mit entsprechenden Distanzangaben und Richtungsweisern | 09301171 |
| Wegestein Kreckwitz        | Wegestein Kreckwitz        | (etwa 300 m nördlich des nördlichen Ortsausgangs) (Karte)                                      | 19. Jahrhundert           | Verkehrsgeschichtlich von Bedeutung, Natursteinsäule mit Abfasungen am Schaft, Kopfstück mit flachpyramidalem Abschluss und leicht vertieften Schriftspiegeln in den Seitenflächen, darin Ortsangaben und Richtungsweiser | 09304091 |
| Wegestein                  | Wegestein                  | bei Kumschütz 6 (am Ortseingang) (Karte)                                                       | 19. Jahrhundert           | Verkehrsgeschichtlich von Bedeutung, monolithische Granitsäule mit quadratischem Querschnitt, Sockel und Kopfstück durch umlaufende Kerben vom Schaft abgeteilt, Schaft mit Abfasungen, Kopfstück mit pyramidalem Abschluss | 09251893 |
| Bild gesucht               | Wegestein                  | bei Kumschütz 8 (Ortsmitte) (Karte)                                                            | 19. Jahrhundert           | Verkehrsgeschichtlich von Bedeutung, Granitsäule mit stark ausgeprägten Abfasungen am Schaft, Kopfstück darüber quadratischen Querschnitts und mit flachpyramidalem Abschluss, Schrift der Seitenflächen schwer erkennbar | 09251894 |
| Wegestein Neupurschwitz    | Wegestein Neupurschwitz    | (nahe Nr. 19) (Karte)                                                                          | 1. Hälfte 19. Jahrhundert | Verkehrsgeschichtlich von Bedeutung, Natursteinstele mit quadratischem Querschnitt und flachem oberen Abschluss | 09302446 |
| Wegestein                  | Wegestein                  | Neupurschwitz 6 (bei) (Karte)                                                                  | 19. Jahrhundert           | Verkehrsgeschichtlich von Bedeutung | 09251914 |
| Wegesäule Rachlau          | Wegesäule Rachlau          | (am Abzweig nach Soritz) (Karte)                                                               | 1. Hälfte 19. Jahrhundert | Verkehrsgeschichtlich von Bedeutung | 09251936 |
| Bild gesucht               | Wegestein Scheckwitz       | (Wegekreuzung Straßen nach Kubschütz, Soritz, Waditz nahe Zufahrt zu Scheckwitz Nr. 4) (Karte) | 19. Jahrhundert           | Verkehrsgeschichtlich von Bedeutung, sehr hohe Wegesäule (Granit), Schaft mit abgefasten Kanten (bereits mehrfach gebrochen) auf polygonalem Sockel, darüber vorkragender Aufsatz mit quadratischem Querschnitt und abgerundetem Abschluss, Beschriftung: Kubschütz, Soritz, Waditz, mit entsprechenden Distanzangaben und Richtungsweisern | 09301182 |
| Bild gesucht               | Wegestein                  | bei Soritz 1b (an der Kreuzung im Garten) (Karte)                                              | 19. Jahrhundert           | Verkehrsgeschichtlich von Bedeutung, Natursteinsäule mit Abfasungen am Schaft und pyramidalem Abschluss | 09251902 |
| Bild gesucht               | Wegestein Waditz           | (Flurstück 26/2) (Karte)                                                                       | 1. Hälfte 19. Jahrhundert | Verkehrsgeschichtlich von Bedeutung, Natursteinsäule, vmtl. überwiegend eingegrabener Schaft mit abgefasten Kanten, darüber vorkragender Aufsatz mit pyramidalem Abschluss | 09302447 |
| Wegestein                  | Wegestein                  | Weißig (Flurstück 52) (Karte)                                                                  | 19. Jahrhundert           | Verkehrsgeschichtlich von Bedeutung, Säule (Granit) mit flachpyramidalem Abschluss, Beschriftung Rechlau, Weissig, Rieschen mit entsprechenden Distanzangaben und Richtungsweisern | 09301188 |

### Laußnitz
| Bild                       | Bezeichnung                                                                                            | Lage                                                  | Datierung                                                              | Beschreibung | ID       |
| -------------------------- | --- | ----------------------------------------------------- | ---------------------------------------------------------------------- | --- | -------- |
| Bild gesucht               | Wohnstallhaus mit Scheunenanbau und Einfriedungsmauer vor dem Haus ein Wegestein (Technisches Denkmal) | Höckendorf Am Teich 1 (Karte)                         | 2. Hälfte 19. Jahrhundert (Wohnstallhaus); 19. Jahrhundert (Wegestein) | Wohnhaus schlichter Putzbau mit Sandsteingewänden und Satteldach, Scheune verbrettert, Bruchsteintrockenmauer als Einfriedung, baugeschichtlich und verkehrsgeschichtlich von Bedeutung. Wohnstallhaus zweigeschossig, Giebel mit Drillingsfenster, Sandsteingewände, Scheune verbrettert, Wegestein oben leicht abgerundet, mit Inschriften auf der Vorderseite: Ortsangaben (Reichenau, Reichenbach, Keulenberg) mit Distanzangaben und Richtungspfeilen. | 09288542 |
| Wegestein Höckendorf       | Wegestein Höckendorf                                                                                   | Pulsnitzer Straße (Ecke Königsbrücker Straße) (Karte) | Bezeichnet mit 1851                                                    | Verkehrsgeschichtlich von Bedeutung. Sandsteinstele mit flachpyramidalem Abschluss, mit Inschriften: im unteren Drittel „Höckendorf / 1851.“, darüber an zwei Seiten Ortsangaben „Okrilla, Dresden, Großnaundorf, Pulsnitz, Königsbrück, Laußnitz, Gräfenhain“ mit Wegestunden und Richtungsweisern. | 09288546 |
| Wegestein Laußnitzer Heide | Wegestein Laußnitzer Heide                                                                             | (Karte)                                               |                                                                        | |          |

### Lauta
| Bild               | Bezeichnung        | Lage                                                                           | Datierung | Beschreibung                        | ID       |
| ------------------ | ------------------ | ------------------------------------------------------------------------------ | --------- | ----------------------------------- | -------- |
| Wegestein Laubusch | Wegestein Laubusch | Hauptstraße (nordöstlich außerhalb des Ortes, Flur 2, Flurstück 32/41) (Karte) | Um 1915   | Verkehrsgeschichtlich von Bedeutung | 09209765 |
| Weitere Bilder     | Wegestein Laubusch | Hauptstraße (Ecke Teichstraße) (Karte)                                         | Um 1900   | Verkehrsgeschichtlich von Bedeutung | 09209726 |

### Lohsa
| Bild               | Bezeichnung               | Lage | Datierung              | Beschreibung | ID                       |
| ------------------ | ------------------------- | --- | ---------------------- | --- | ------------------------ |
| Bild gesucht       | Wegestein Driewitz        | (Straße zwischen Drehna und Driewitz, Flurstück 184) (Karte)                                              | 19. Jahrhundert        | Verkehrsgeschichtlich von Bedeutung, ca. 1,50 m hoher Granitstein, zurzeit ausgehoben und quergelegt | 08985459                 |
| Bild gesucht       | Wegestein Driewitz        | Hermsdorfer Weg (Ecke Drehnaer Straße) (Karte)                                                            | 19. Jahrhundert        | Verkehrsgeschichtlich von Bedeutung, ca. 1 m hohe Granitstele mit flachpyramidalem Abschluss, Aufschrift erneuert | 08985463                 |
| Bild gesucht       | Wegestein Driewitz        | Lippener Weg (Ecke Drehnaer Straße) (Karte)                                                               | 19. Jahrhundert        | Verkehrsgeschichtlich von Bedeutung, ca. 1 m hohe Granitstele mit flachpyramidalem Abschluss | 08985461                 |
| Bild gesucht       | Wegestein Friedersdorf    | (Flurstücke 46/2; 32/2) (Karte)                                                                           | 19. Jahrhundert        | Verkehrsgeschichtlich von Bedeutung, ca. 1,30 m hoch, flachpyramidaler Abschluss, Schriftfeld erneuert | 08985484                 |
| Bild gesucht       | Wegestein und Grenzstein  | Friedersdorf(Flurstücke 33/1; 34) (Karte)                                                                 | 19. Jahrhundert        | Verkehrsgeschichtlich und ortsgeschichtlich von Bedeutung. Wegestein ca. 1,30 hoch, bis zum Schriftfeld abgefaste Ecken, flachpyramidaler Abschluss, Schriftfeld erneuert. Grenzstein ca. 40 cm hoch, segmentbogiger Abschluss, Schrift zum Teil lesbar: Grenze zwischen Mortka und Friedersdorf. | 08985483                 |
| Bild gesucht       | Wegestein Friedersdorf    | Am Silbersee (Ecke Altfriedersdorfer Straße) (Karte)                                                      | 19. Jahrhundert        | Verkehrsgeschichtlich von Bedeutung, ca. 1,50 m hohe Granitstele, Schaft mit abgefasten Kanten, oberes Viertel der Stele Kubus mit Schriftfeld (erneuert) und flachpyramidalem Abschluss | 08985539                 |
| Bild gesucht       | Wegestein Friedersdorf    | Am Wiesengrund 46 (vor) (Karte)                                                                           | 19. Jahrhundert        | Verkehrsgeschichtlich von Bedeutung, ca. 1,20 m hoher Granitstein mit flachpyramidalem Abschluss, Schriftfeld erneuert | 08985482                 |
| Bild gesucht       | Wegestein Hermsdorf/Spree | (südöstlich von Kolbitz; Flur 2a, Flurstücke 92, 110) (Karte)                                             | 19. Jahrhundert        | Verkehrsgeschichtlich von Bedeutung, ca. 1,30 m hohe Granitstele mit flachpyramidalem Abschluss, geglättetes Schriftfeld (Aufschrift erneuert) | 08985492                 |
| Bild gesucht       | Wegestein Hermsdorf/Spree | (Flur 2a, Flurstücke 238, 263) (Karte)                                                                    | 19. Jahrhundert        | Verkehrsgeschichtlich von Bedeutung, ca. 1 m hohe, grob behauene Granitstele mit abgerundetem Abschluss, geglättetes Schriftfeld (leicht verwittert) | 08985467                 |
| Bild gesucht       | Wegestein Koblenz         | Mortkaer Straße (Flur 2, Flurstück 9/2) (Karte)                                                           | 19. Jahrhundert        | Verkehrsgeschichtlich von Bedeutung, ca. 1,50 m hoher Granitstein mit flachpyramidalem Abschluss, Schaft grob behauen, Schriftfelder geglättet | 08990733                 |
| Bild gesucht       | Wegestein Lippen          | (Flur 3, Flurstück 146) (Karte)                                                                           | Anfang 19. Jahrhundert | Verkehrsgeschichtlich von Bedeutung, ca. 1,50 m hohe Granitstele mit pyramidalem Abschluss | 08985786                 |
| Bild gesucht       | Wegestein Lippen          | (nordöstlich vom Ort/Richtung Bärwalde, Betonstraße) (Karte)                                              | 19. Jahrhundert        | Verkehrsgeschichtlich von Bedeutung, ca. 1,20 m hoher Granitstein, viereckiger Sockel mit zwei abgefasten Ecken, obere Hälfte des Wegesteins dreieckig und mit flachem, zeltartigem Abschluss | 08985458                 |
| Bild gesucht       | Wegestein Litschen        | (Gemarkung Hermsdorf, Flur 2a, Flurstück 3) (Karte)                                                       | 19. Jahrhundert        | Verkehrsgeschichtlich von Bedeutung, ca. 1 m hoher Granitstein mit pyramidalem Abschluss, Schriftfelder geglättet, Schrift erneuert | 08985472                 |
| Bild gesucht       | Wegestein Litschen        | (Flur 1, Flurstück 401) (Karte)                                                                           | 19. Jahrhundert        | Verkehrsgeschichtlich von Bedeutung, ca. 1 m hohe Stele mit flachpyramidalem Abschluss | 08985470                 |
| Bild gesucht       | Wegestein Litschen        | (Flur 1, Flurstücke 396, 389) (Karte)                                                                     | 19. Jahrhundert        | Verkehrsgeschichtlich von Bedeutung, ca. 1 m hoher Granitstein mit flachpyramidalem Abschluss, Inschrift erneuert | 08985468                 |
| Bild gesucht       | Wegestein Litschen        | Am Dorfanger 21 (vor) (Karte)                                                                             | 19. Jahrhundert        | Verkehrsgeschichtlich von Bedeutung, ca. 1,20 m hoher Granitstein, Schaft mit abgefasten Ecken, oberes Viertel kubusartig, mit aufgemalten Schriften, flacher pyramidaler Abschluss | 08985476                 |
| Bild gesucht       | Wegestein Litschen        | Hermsdorfer Weg (Flur 1, Flurstück 373; die Gemarkung Hermsdorf, Flur 4, Flurstück 56 tangierend) (Karte) | 19. Jahrhundert        | Verkehrsgeschichtlich von Bedeutung, ca. 1 m hoher Granit, grob behauen, flacher Abschluss, Aufschrift erneuert | 08985464                 |
| Bild gesucht       | Wegestein Litschen        | Hermsdorfer Weg (Flur 1, Flurstücke 374, 375, 376) (Karte)                                                | 19. Jahrhundert        | Verkehrsgeschichtlich von Bedeutung, ca. 1 m hoher, grob behauener Granit mit verwittertem, einst pyramidalem Abschluss, geglättete Schriftfelder, Schrift erneuert | 08985466                 |
| Bild gesucht       | Wegestein Litschen        | Hermsdorfer Weg (Flur 1, Flurstück 373; die Gemarkung Hermsdorf, Flur 4, Flurstück 56 tangierend) (Karte) | 19. Jahrhundert        | Verkehrsgeschichtlich von Bedeutung, ca. 1 m hoher, grob behauener Granit, ursprünglich vermutlich mit abgerundetem Abschluss, inzwischen im oberen Teil stark verwittert, Schriftfelder geglättet, Schrift erneuert                                                                              | 08985465                 |
| Bild gesucht       | Wegestein Litschen        | Zum Neuhof (Ecke Uhyster Straße) (Karte)                                                                  | 19. Jahrhundert        | Verkehrsgeschichtlich von Bedeutung, ca. 1,40 m hohe Granitstele mit abgefasten Ecken, quaderförmigem Aufsatz und flachpyramidalem Abschluss, Schrift erneuert | 08985479                 |
| Bild gesucht       | Wegestein Lohsa           | (nördlich vom Ort, gegenüber dem Speicherbecken der Kläranlage) (Karte)                                   | 19. Jahrhundert        | Verkehrsgeschichtlich von Bedeutung, ca. 1,50 m hoher Granit mit abgefasten Ecken, oberes Drittel als Quader mit pyramidalem Abschluss geformt | 08985532                 |
| Wegestein Steinitz | Wegestein Steinitz        | Alte Bautzener Straße (Ecke Spreestraße) (Karte)                                                          | 19. Jahrhundert        | Verkehrsgeschichtlich von Bedeutung, ca. 1,20 m hoher Granitstein, oben abgerundet, Schriftfelder spiegelartig zurückgesetzt, farblich erneuert | 08985593                 |
| Bild gesucht       | Wegestein Steinitz        | Alte Bautzener Straße (Ecke Mortkaer Straße) (Karte)                                                      | 19. Jahrhundert        | Verkehrsgeschichtlich von Bedeutung, ca. 80 cm hoher Granitstein mit gerundetem Abschluss, Schriftfelder als Spiegel zurückgesetzt, Schrift erneuert | 08985489                 |
| Wegestein Steinitz | Wegestein Steinitz        | Hermsdorfer Str. (Karte)                                                                                  |                        | | Wikidata-Objekt anzeigen |
| Bild gesucht       | Wegestein Tiegling        | (Gemarkung Weißkollm, Flur 7, Flurstück 164/4) (Karte)                                                    | 19. Jahrhundert        | Verkehrsgeschichtlich von Bedeutung, ca. 1,30 m hoher Granitstein, im unteren Teil mit abgefasten Ecken, im oberen Teil Quader mit flachpyramidalem Abschluss | 08985537                 |
| Bild gesucht       | Wegestein Weißig          | (Flur 2, Flurstück 20) (Karte)                                                                            | 19. Jahrhundert        | Verkehrsgeschichtlich von Bedeutung, ca. 1,30 m hoher Granitstein mit flachpyramidalem Abschluss, geglättete Schriftfelder, Schrift erneuert | 08985500                 |

### Malschwitz
| Bild                     | Bezeichnung              | Lage                                                                       | Datierung       | Beschreibung | ID       |
| ------------------------ | ------------------------ | -------------------------------------------------------------------------- | --------------- | --- | -------- |
| Wegestein Briesing       | Wegestein Briesing       | (am Ortseingang) (Karte)                                                   | 19. Jahrhundert | Verkehrsgeschichtlich von Bedeutung, schlanke Natursteinstele, Schaft mit abgefasten Kanten, darüber Quader mit pyramidalem Abschluss     | 09251137 |
| Weitere Bilder           | Wegestein Kleinbautzen   | Am Steinbruch (Kreuzung Kreckwitzer Straße) (Karte)                        | 19. Jahrhundert | Verkehrsgeschichtlich von Bedeutung, hohe Natursteinstele mit flachpyramidalem Abschluss, Schaft mit Abfasungen                           | 09252135 |
| Wegweiserstein Lömischau | Wegweiserstein Lömischau | (Karte)                                                                    |                 | |          |
| Bild gesucht             | Wegestein Pließkowitz    | gegenüber Malschwitzer Landstraße 26 (ehemals Bautzener Straße 26) (Karte) | 19. Jahrhundert | Verkehrsgeschichtlich von Bedeutung, Natursteinsäule, Schaft mit Abfasungen (teils eingegraben), Kopfstück mit flachpyramidalem Abschluss | 09251909 |

### Nebelschütz
| Bild              | Bezeichnung       | Lage                                      | Datierung       | Beschreibung | ID       |
| ----------------- | ----------------- | ----------------------------------------- | --------------- | --- | -------- |
| Wegestein Miltitz | Wegestein Miltitz | Elstraer Straße (Ecke Dorfstraße) (Karte) | 19. Jahrhundert | Verkehrsgeschichtlich von Bedeutung, Granitstele mit pyramidalem Abschluss, Schriftfelder als Spiegel zurückgesetzt, mit schwarz ausgelegten Inschriften (Orts- und Entfernungsangaben in km sowie Richtungsweiser) | 09227415 |

### Neschwitz
| Bild                  | Bezeichnung           | Lage                                                    | Datierung       | Beschreibung | ID       |
| --------------------- | --------------------- | ------------------------------------------------------- | --------------- | --- | -------- |
| Wegestein Neschwitz   | Wegestein Neschwitz   | Kamenzer Straße (an der Eisenbahnstrecke) (Karte)       | 19. Jahrhundert | Verkehrsgeschichtlich von Bedeutung | 09253327 |
| Wegestein Doberschütz | Wegestein Doberschütz | (Ortsausgang Richtung Zerna) (Karte)                    | 19. Jahrhundert | Verkehrsgeschichtlich von Bedeutung, Granitstein mit halbrundem Abschluss und umlaufender Kerbe im unteren Drittel, Maße über Boden ca. 27 cm × 33 cm × 90 cm, keine ursprüngliche Inschrift mehr erkennbar, Beschriftung neu | 09253279 |
| Wegestein Holscha     | Wegestein Holscha     | (Ortsausgang Richtung Holschdubrau) (Karte)             | 19. Jahrhundert | Verkehrsgeschichtlich von Bedeutung, grob behauene Natursteinstele mit halbrundem Abschluss | 09253328 |
| Bild gesucht          | Wegestein             | Holschdubrau (oberhalb von Nr. 6) (Karte)               | 19. Jahrhundert | Verkehrsgeschichtlich von Bedeutung | 09253272 |
| Bild gesucht          | Wegestein             | (zwischen Loga und Milkwitz, Abzweig nach Luga) (Karte) | 19. Jahrhundert | Verkehrsgeschichtlich von Bedeutung | 09253306 |
| Bild gesucht          | Wegestein             | Loga 16 (bei) (Karte)                                   | 19. Jahrhundert | Verkehrsgeschichtlich von Bedeutung, Natursteinstele mit halbrundem Abschluss | 09253303 |
| Wegestein             | Wegestein             | Lomske 8 (gegenüber) (Karte)                            | 19. Jahrhundert | Verkehrsgeschichtlich von Bedeutung, grob behauene und sich nach oben verjüngende Natursteinstele | 09253322 |
| Wegestein             | Wegestein             | Lomske 9 (gegenüber) (Karte)                            | 19. Jahrhundert | Verkehrsgeschichtlich von Bedeutung, Natursteinstele mit pyramidalem Abschluss, Schrift erneuert | 09253276 |
| Wegestein             | Wegestein             | Pannewitz (Ortsmitte) (Karte)                           | 19. Jahrhundert | Verkehrsgeschichtlich von Bedeutung, Natursteinstele, Schaft mit abgefasten Kanten, darüber quaderförmiger Kopf mit flachpyramidalem Abschluss                                                                                | 09253307 |
| Bild gesucht          | Wegestein Saritsch    | (Gabelung Uebigau/Saritsch/Pannewitz) (Karte)           | 19. Jahrhundert | Verkehrsgeschichtlich von Bedeutung, Natursteinstele, Schaft mit abgefasten Kanten, darüber quaderförmiger Kopf mit pyramidalem Abschluss                                                                                     | 09253317 |
| Bild gesucht          | Wegestein Saritsch    | (Ortsausgang Richtung Pannewitz) (Karte)                | 19. Jahrhundert | Verkehrsgeschichtlich von Bedeutung | 09253316 |
| Wegestein Zescha      | Wegestein Zescha      | Neschwitzer Straße (Karte)                              | 19. Jahrhundert | Verkehrsgeschichtlich von Bedeutung | 09253319 |

### Neukirch
| Bild           | Bezeichnung        | Lage                                       | Datierung       | Beschreibung | ID       |
| -------------- | ------------------ | ------------------------------------------ | --------------- | --- | -------- |
| Weitere Bilder | Wegestein Weißbach | (Ortsausgang Richtung Königsbrück) (Karte) | 19. Jahrhundert | Verkehrsgeschichtlich von Bedeutung, sich nach oben verjüngende, monolithische Granitstele, mit Sockel und flachpyramidalem Abschluss. | 09253380 |

### Neukirch/Lausitz
| Bild           | Bezeichnung               | Lage                     | Datierung | Beschreibung | ID       |
| -------------- | ------------------------- | ------------------------ | --------- | ------------ | -------- |
| Weitere Bilder | Armsäule Neukirch/Lausitz | Alte Hohe Straße (Karte) |           |              | 09288930 |

### Obergurig
| Bild         | Bezeichnung               | Lage                                                  | Datierung       | Beschreibung | ID       |
| ------------ | ------------------------- | ----------------------------------------------------- | --------------- | --- | -------- |
| Bild gesucht | Wegestein Schwarznaußlitz | Arnsdorfer Straße (Ecke Schlungwitzer Straße) (Karte) | 19. Jahrhundert | Verkehrsgeschichtlich von Bedeutung, monolithische Säule mit Sockel, Schaft mit Abfasungen sowie quaderförmigem Kopf | 09252935 |
| Bild gesucht | Wegestein Singwitz        | Bautzener Straße (Ecke Bahnhofstraße) (Karte)         | 19. Jahrhundert | Verkehrsgeschichtlich von Bedeutung, monolithische Granitsäule, Schaft mit Abfasungen, darüber quaderförmiger Kopf mit flachpyramidalem Abschluss, Schriftspiegel eingetieft, Inschriften (Ortsangaben, Richtungspfeile) vermutlich neu ausgearbeitet                                                                                  | 09252936 |
| Bild gesucht | Wegestein Singwitz        | Bautzener Straße (Ecke Mittelstraße) (Karte)          | 19. Jahrhundert | Verkehrsgeschichtlich von Bedeutung, Natursteinstele mit pyramidalem Abschluss, in diesem Dokument standen bis April 2012 drei Wegesteine und ein Gedenkstein, nach Prüfung vor Ort im April 2012 konnten diese nicht aufgefunden werden, Dokument wurde in Wegestein umgewandelt, der bisher nicht in der Denkmalliste aufgeführt war | 09252937 |

### Ohorn
| Bild         | Bezeichnung     | Lage                                                  | Datierung           | Beschreibung | ID       |
| ------------ | --------------- | ----------------------------------------------------- | ------------------- | --- | -------- |
| Bild gesucht | Wegestein Ohorn | (am Abzweig nach Luchsenburg) (Karte)                 | 19. Jahrhundert     | Verkehrsgeschichtlich von Bedeutung | 09289531 |
| Bild gesucht | Wegestein       | Schleißbergstraße (Schleißberg) (Karte)               | Bezeichnet mit 1912 | Verkehrsgeschichtlich von Bedeutung, Wegestein mit rechteckigem Querschnitt und Dreiecksgiebel, darin bezeichnet mit „1912“, unterhalb Schriftfeld als Spiegel zurückgesetzt, darauf Inschrift „Ohorner Revier/Tellerweg“ | 09289522 |
| Wegestein    | Wegestein       | Schleißbergstraße (Schleißberg) (Karte)               | Um 1912             | Verkehrsgeschichtlich von Bedeutung, Wegestein mit rechteckigem Querschnitt, untere Hälfte als Sockel ausgebildet, obere Hälfte leicht zurückgesetzt und mit Dreiecksgiebel abschließend, darin Schriftfeld als Spiegel zurückgesetzt, darauf Inschrift „Markastraße/nach dem/Forsthaus“ mit Richtungsweiser | 09289521 |
| Bild gesucht | Wegestein       | Schleißbergstraße (Fußweg zur Jugendherberge) (Karte) | Bezeichnet mit 1922 | Verkehrsgeschichtlich von Bedeutung, Wegestein am Fußweg zur Jugendherberge mit rechteckigem Querschnitt und Dreiecksgiebel, im Giebeldreieck bezeichnet mit „1922“, darunter Schriftfelder als Spiegel zurückgesetzt und glatt ausgearbeitet, darauf Inschriften: „Nach dem Forstamt“, Richtungsweiser sowie Sinnspruch „Tausend Augen habe du – aber keine Hand dazu“ bzw. „[Tatzenkreuz]/Nach dem Heldenhain/[Richtungsweiser]“ | 09289523 |

### Oßling
| Bild           | Bezeichnung      | Lage                                   | Datierung       | Beschreibung                                                                                          | ID       |
| -------------- | ---------------- | -------------------------------------- | --------------- | --- | -------- |
| Bild gesucht   | Wegestein Weißig | Dorfstraße 22 (bei) (Karte)            | 19. Jahrhundert | Verkehrsgeschichtlich von Bedeutung, Natursteinstele quadratischen Querschnitts mit geradem Abschluss | 09228429 |
| Weitere Bilder | Wegestein Weißig | Schloßstraße (Ecke Dorfstraße) (Karte) | 19. Jahrhundert | Verkehrsgeschichtlich von Bedeutung, Granitstele mit pyramidalem Abschluss                            | 09228422 |

### Ottendorf-Okrilla
| Bild           | Bezeichnung               | Lage                                                      | Datierung       | Beschreibung | ID       |
| -------------- | ------------------------- | --------------------------------------------------------- | --------------- | --- | -------- |
| Bild gesucht   | Wegweisersäule Grünberg   | Langebrücker Str./ Roter Grabenweg (Karte)                |                 | |          |
| Bild gesucht   | Zwei Wegesteine Hermsdorf | (an der Kastanienallee südlich des Schlossareals) (Karte) | 19. Jahrhundert | Verkehrsgeschichtlich von Bedeutung. Zwei zu beiden Seiten der Kastanienallee zwischen Hermsdorf und Weixdorf südlich des Hermsdorfer Schlosses aufgestellte Wegesteine aus dem 19. Jahrhundert, jeweils mit quadratischem Grundriss, vertieften Schriftspiegeln im oberen Drittel der Seitenflächen und einem abgerundeten Abschluss mit angearbeiteten Kreuzgraten, die Schriftspiegel weisen Richtungsangaben in schwarzer Frakturschrift nach „Hermsdorf“ und zum „Schloß“ bzw. nach „Lausa-Weixdorf“ und zum „Park“ auf. Beide Wegesteine sind als Zeugnisse der verkehrstechnischen Erschließung des ländlichen Raumes sowie als analog gestaltete, spiegelbildlich an der ursprünglichen Erschließungsachse des Schlosses platzierte Bestandteile der Hermsdorfer Allee von orts- und verkehrsgeschichtlicher Bedeutung. | 09303902 |
| Weitere Bilder | Wegestein Hermsdorf       | Schloßstraße (Karte)                                      | 19. Jahrhundert | Verkehrsgeschichtlich von Bedeutung, Naturstein quadratischen Querschnitts, im oberen Drittel geglättet und mit vertieften Schriftspiegeln, darüber flachpyramidaler Abschluss mit abgefasten Ecken | 09303901 |

### Panschwitz-Kuckau
| Bild                         | Bezeichnung                  | Lage                                                                        | Datierung                 | Beschreibung | ID       |
| ---------------------------- | ---------------------------- | --------------------------------------------------------------------------- | ------------------------- | --- | -------- |
| Wegestein Alte Ziegelscheune | Wegestein Alte Ziegelscheune | Brylstraße (am Ortseingang) (Karte)                                         | 19. Jahrhundert           | Verkehrsgeschichtlich von Bedeutung, grob behauene Granitsäule mit glockenförmigem Abschluss, Inschriften: Ortsbezeichnungen (Crostwitz, Bautzen), Wegestunden und Richtungsweiser | 09304324 |
| Bild gesucht                 | Wegestein Cannewitz          | Am Klosterwasser (Karte)                                                    | 19. Jahrhundert           | Verkehrsgeschichtlich von Bedeutung, schlichter Wegestein aus Granit mit pyramidalem Abschluss, schwarz gefasste Inschriften: Ortsangaben Jauer, Elstra / Marienstern [Kloster] mit Wegestunden und Richtungsweisern | 09227994 |
| Wegestein Cannewitz          | Wegestein Cannewitz          | Am Klosterwasser 10 (bei) (Karte)                                           | 19. Jahrhundert           | Verkehrsgeschichtlich von Bedeutung, schlichter Wegestein aus Granit mit pyramidalem Abschluss, schwarz gefasste Inschriften: Ortsangaben Ostro, Schweinerden mit Wegestunden und Richtungsweisern | 09227986 |
| Bild gesucht                 | Wegestein Glaubnitz          | (Straße nach Säuritz) (Karte)                                               | 19. Jahrhundert           | Verkehrsgeschichtlich von Bedeutung, schlichte Granitsäule mit halbrundem Abschluss, schwarz gefasste Inschrift: Ortsangabe Säuritz mit Wegestundenangabe und Richtungsweiser | 09228003 |
| Wegestein Glaubnitz          | Wegestein Glaubnitz          | Dorfweg (Karte)                                                             | 19. Jahrhundert           | Verkehrsgeschichtlich von Bedeutung, Granitsäule mit vorkragendem Sockel und Kopf, Schaft mit Abfasungen, flachpyramidal abschließend, schwarz gefasste Inschriften: Ortsangaben Kaschwitz, Bocka mit Wegestunden und Richtungsweisern | 09228002 |
| Weitere Bilder               | Wegestein Kaschwitz          | (Straße nach Ostro) (Karte)                                                 | Bezeichnet mit 1848       | Verkehrsgeschichtlich von Bedeutung, schlichter Wegestein aus Granit mit flachem Abschluss, zurückgesetzte Schriftspiegel im oberen Drittel mit schwarz gefasste Inschriften: Ortsangaben Gödlau / Säuritz, Ostro mit Wegestunden und Richtungsweisern sowie Jahreszahl 1848                                                                        | 09227920 |
| Wegestein Lehndorf           | Wegestein Lehndorf           | (Straße nach Bautzen) (Karte)                                               | 19. Jahrhundert           | Verkehrsgeschichtlich von Bedeutung, schlanke Granitsäule mit pyramidalem Abschluss, zurückgesetzter Schriftspiegel in der oberen Säulenhälfte Ortsangaben Bautzen, Nucknitz sowie zugehörigen Wegestunden und Richtungsweisern | 09227864 |
| Weitere Bilder               | Wegestein Ostro              | (Straße nach Jauer) (Karte)                                                 | Bezeichnet mit 1831       | Verkehrsgeschichtlich von Bedeutung, schlichter Wegestein aus Granit mit leicht abgerundetem Abschluss und zurückgesetztem Schriftspiegel in der oberen Hälfte, darin Ortsangabe Jauer mit Richtungspfeil und Jahreszahl 1831 | 09227952 |
| Wegestein Ostro              | Wegestein Ostro              | (Straße nach Kriepitz) (Karte)                                              | 19. Jahrhundert           | Verkehrsgeschichtlich von Bedeutung, Granitstein mit dachartigem Abschluss, Inschriften schwer lesbar | 09227951 |
| Weitere Bilder               | Wegestein Ostro              | Hauptstraße (Straße nach Kriepitz) (Karte)                                  | 19. Jahrhundert           | Verkehrsgeschichtlich von Bedeutung, grob behauene Granitstele mit flachpyramidalem Abschluss, zurückgesetzte und geglättete Schriftspiegel in den oberen Hälften der Seitenflächen, darin schwarz gefasste Inschriften: Ortsangaben Kriepitz, Elstra / Marienstern [Kloster], Jauer, Kaschwitz, Bischofswerda mit Wegestunden und Richtungsweisern | 09227950 |
| Weitere Bilder               | Wegestein Panschwitz-Kuckau  | Ćišinskistraße 12 (bei) (Karte)                                             | 19. Jahrhundert           | Verkehrsgeschichtlich von Bedeutung, Granitsäule mit flachem Abschluss, Schaft mit starken Abfasungen, schwarz gefasste Sockelinschrift „M *“, Säulenkopf mit ebenfalls schwarz gefassten Ortsangaben sowie Richtungspfeilen | 09227863 |
| Wegestein Panschwitz-Kuckau  | Wegestein Panschwitz-Kuckau  | Crostwitzer Straße 7 (bei) (Karte)                                          | 19. Jahrhundert           | Verkehrsgeschichtlich von Bedeutung, Wegestein, zum Kloster gehörig, schlichte Granitstele mit pyramidalem Abschluss | 09301242 |
| Bild gesucht                 | Wegestein Säuritz            | Dorfstraße (Karte)                                                          | 19. Jahrhundert           | Verkehrsgeschichtlich von Bedeutung, schlichte Granitstele mit pyramidalem Abschluss, schwarz gefasste Inschriften: Ortsnamen Gödlau, Elstra, Rauschwitz, Burkau mit Richtungspfeilen | 09227953 |
| Wegestein Schweinerden       | Wegestein Schweinerden       | (Straße nach Jiedlitz) (Karte)                                              | 2. Hälfte 19. Jahrhundert | Verkehrsgeschichtlich von Bedeutung, grob behauener Granitstein mit pyramidalem Abschluss, zurückgesetzte und geglättete Schriftspiegel mit Ortsangaben, Wegestunden und Richtungsweisern | 09227989 |
| Weitere Bilder               | Wegestein Schweinerden       | (Straße nach Cannewitz) (Karte)                                             | Bezeichnet mit 1834       | Verkehrsgeschichtlich von Bedeutung, schlichte Granitstele mit flachpyramidalem Abschluss, schwarz gefasste Inschriften an den Seitenflächen: Ortsangaben, zugehörige Wegestunden und Richtungspfeile | 09227982 |
| Weitere Bilder               | Wegestein Schweinerden       | (Straße von Panschwitz-Kuckau nach Siebitz am Abzweig Schweinerden) (Karte) | 2. Hälfte 19. Jahrhundert | Verkehrsgeschichtlich von Bedeutung, schlichter Wegestein aus Granit mit flachpyramidalem Abschluss, schwarz gefasste Inschriften auf den Seitenflächen: Ortsangaben Bautzen , Marienstern [Kloster], Kamenz / Krostwitz, Kuckau, Wittchenau, dazu Wegestunden und Richtungspfeile                                                                  | 09301705 |
| Weitere Bilder               | Wegestein Siebitz            | Uhyster Straße 5 (gegenüber) (Karte)                                        | 19. Jahrhundert           | Verkehrsgeschichtlich von Bedeutung, schlichter Wegestein aus Granit mit flachpyramidalem Abschluss, schwarz gefasste Inschriften auf den, Seitenflächen: Ortsangaben Crostwitz, Wittchenau, Uhyst, Bischofswerda / Ostro, Elstra sowie zugehörige, Richtungspfeile                                                                                 | 09227908 |
| Wegestein Tschaschwitz       | Wegestein Tschaschwitz       | (an der Straße nach Siebitz) (Karte)                                        | 19. Jahrhundert           | Verkehrsgeschichtlich von Bedeutung, schlichter Wegestein aus Granit mit sehr flachem pyramidalem Abschluss, schwarz gefasste Inschriften auf den Seitenflächen: Ortsangaben Uhyst / Siebitz, dazu Wegestunden und Richtungspfeile | 09227912 |

### Pulsnitz
| Bild                         | Bezeichnung                  | Lage                 | Datierung       | Beschreibung                                                              | ID       |
| ---------------------------- | ---------------------------- | -------------------- | --------------- | ------------------------------------------------------------------------- | -------- |
| Weitere Bilder               | Wegweisersäule Oberlichtenau | Am Dorfteich (Karte) | 19. Jahrhundert | Ortshistorisch und verkehrshistorisch von Bedeutung, Granit (quadratisch) | 09227259 |
| Wegweisersäule Oberlichtenau | Wegweisersäule Oberlichtenau | Uferweg (Karte)      |                 |                                                                           |          |

### Puschwitz
| Bild      | Bezeichnung | Lage                                            | Datierung       | Beschreibung | ID       |
| --------- | ----------- | ----------------------------------------------- | --------------- | --- | -------- |
| Wegestein | Wegestein   | Lauske 8a (bei) (Karte)                         | 19. Jahrhundert | Verkehrsgeschichtlich von Bedeutung, flache Natursteinstele mit halbrundem Abschluss und noch gut leserlicher Aufschrift: Richtungspfeile, Ortsangaben (u. a. Puschwitz, Nuknitz [sic], Bischofswerda). | 09253131 |
| Wegestein | Wegestein   | Neu-Puschwitz (Kreuzung am Ortseingang) (Karte) | 19. Jahrhundert | Verkehrsgeschichtlich von Bedeutung. | 09253153 |
| Wegestein | Wegestein   | Wetro-Dorf 15 (bei) (Karte)                     | 19. Jahrhundert | Verkehrsgeschichtlich von Bedeutung, schlichte Natursteinstele mit flachpyramidalem Abschluss. | 09253146 |
| Wegestein | Wegestein   | Wetro-Dorf 17 (gegenüber) (Karte)               | 19. Jahrhundert | Verkehrsgeschichtlich von Bedeutung, schlichte Natursteinstele mit flachpyramidalem Abschluss. | 09253145 |

### Räckelwitz
| Bild              | Bezeichnung          | Lage                                                                | Datierung       | Beschreibung | ID       |
| ----------------- | -------------------- | ------------------------------------------------------------------- | --------------- | --- | -------- |
| Bild gesucht      | Wegestein Räckelwitz | Hauptstraße (Ecke Neschwitzer Straße) (Karte)                       | 19. Jahrhundert | Verkehrsgeschichtlich von Bedeutung                                                                                | 09228474 |
| Bild gesucht      | Wegestein Dreihäuser | (am Handriksteich) (Karte)                                          | 19. Jahrhundert | Verkehrsgeschichtlich von Bedeutung                                                                                | 09228456 |
| Bild gesucht      | Wegestein            | (400 m westlich von Höflein, Richtung Dürrwicknitz) (Karte)         | 19. Jahrhundert | Verkehrsgeschichtlich von Bedeutung                                                                                | 09227004 |
| Bild gesucht      | Wegestein Höflein    | Crostwitzer Straße (Ortsausgang Nord, Ecke Kamenzer Straße) (Karte) | 19. Jahrhundert | Verkehrsgeschichtlich von Bedeutung                                                                                | 09228492 |
| Wegestein Höflein | Wegestein Höflein    | Rosenthalstraße (Ecke Weinbergstraße) (Karte)                       | 19. Jahrhundert | Verkehrsgeschichtlich von Bedeutung, Natursteinstele mit pyramidalem Abschluss, Schaft mit stark abgefasten Kanten | 09228450 |

### Radeberg
| Bild                        | Bezeichnung                 | Lage                                     | Datierung | Beschreibung | ID |
| --------------------------- | --------------------------- | ---------------------------------------- | --------- | ------------ | -- |
| Wegestein Kleinerkmannsdorf | Wegestein Kleinerkmannsdorf | Bischofsweg (Karte)                      |           |              |    |
| Wegestein Großerkmannsdorf  | Wegestein Großerkmannsdorf  | Bischofsweg / Pirnaer Landstraße (Karte) |           |              |    |

### Radibor
| Bild                  | Bezeichnung           | Lage                                                                   | Datierung                 | Beschreibung | ID       |
| --------------------- | --------------------- | ---------------------------------------------------------------------- | ------------------------- | --- | -------- |
| Weitere Bilder        | Wegestein Radibor     | Unter den Eichen (Ecke Alois-Andritzki-Straße) (Karte)                 | 19. Jahrhundert           | Verkehrsgeschichtlich von Bedeutung                                                                              | 09253174 |
| Wegestein             | Wegestein             | (Richtung Neubrohna, Abzweig Brohna) (Karte)                           | 1. Hälfte 19. Jahrhundert | Verkehrsgeschichtlich von Bedeutung                                                                              | 09253197 |
| Wegestein Camina      | Wegestein Camina      | (an der Straße von Luttowitz/Abzweig nach Camina) (Karte)              | 19. Jahrhundert           | Verkehrsgeschichtlich von Bedeutung. Anmerkung: Der Stein steht im Ort und wurde vom Denkmalamt falsch verortet. | 09253187 |
| Wegestein Cölln       | Wegestein Cölln       | Dorfaue (der Haltestelle gegenüber) (Karte)                            | 1. Hälfte 19. Jahrhundert | Verkehrshistorisch von Bedeutung, Granit                                                                         | 09253093 |
| Wegestein Grünbusch   | Wegestein Grünbusch   | (400 Meter südlich des Ortes; der Stein wurde falsch verortet) (Karte) | 19. Jahrhundert           | Verkehrsgeschichtlich von Bedeutung                                                                              | 09253188 |
| Wegestein Luppedubrau | Wegestein Luppedubrau | (Ortsausgang Richtung Luppa) (Karte)                                   | 19. Jahrhundert           | Verkehrsgeschichtlich von Bedeutung                                                                              | 09253200 |
| Wegestein Luttowitz   | Wegestein Luttowitz   | (am Ortsausgang) (Karte)                                               | 19. Jahrhundert           | Verkehrsgeschichtlich von Bedeutung                                                                              | 09253183 |
| Wegestein             | Wegestein             | (200 m südlich vom Ortseingang Strohschütz) (Karte)                    | 19. Jahrhundert           | Verkehrsgeschichtlich von Bedeutung, Granit                                                                      | 09253018 |

### Ralbitz-Rosenthal
| Bild                | Bezeichnung          | Lage                                                  | Datierung       | Beschreibung | ID       |
| ------------------- | -------------------- | ----------------------------------------------------- | --------------- | --- | -------- |
| Bild gesucht        | Wegestein Cunnewitz  | Dorfstraße (Ecke Königswarthaer Straße) (Karte)       | 19. Jahrhundert | Verkehrsgeschichtlich von Bedeutung, Granitstele mit flachpyramidalem Abschluss, erneuerte Beschriftung: Ortsangaben, Kilometerangaben, Richtungsweiser | 09275914 |
| Wegestein Naußlitz  | Wegestein Naußlitz   | Delanska 12 (vor) (Karte)                             | 19. Jahrhundert | Verkehrsgeschichtlich von Bedeutung, Natursteinstele, sich nach oben verjüngend, pyramidaler Abschluss                                                  | 09304309 |
| Wegestein Rosenthal | Wegestein Rosenthal  | (Ortsausgang Richtung Piskowitz) (Karte)              | 19. Jahrhundert | Verkehrsgeschichtlich von Bedeutung, schlichte Natursteinstele mit pyramidalem Abschluss                                                                | 09228278 |
| Bild gesucht        | Wegestein Schmerlitz | Radlubinstraße (Ortsausgang) (Karte)                  | 19. Jahrhundert | Verkehrsgeschichtlich von Bedeutung, Granit | 09228261 |
| Bild gesucht        | Wegestein Schmerlitz | bei Radlubinstraße 14 (Ecke Schönauer Straße) (Karte) | 19. Jahrhundert | Verkehrsgeschichtlich von Bedeutung | 09228297 |

### Schirgiswalde-Kirschau
| Bild         | Bezeichnung          | Lage                                          | Datierung       | Beschreibung | ID       |
| ------------ | -------------------- | --------------------------------------------- | --------------- | --- | -------- |
| Bild gesucht | Wegestein Bederwitz  | Dorfstraße 17 (neben) (Karte)                 | 19. Jahrhundert | Verkehrsgeschichtlich von Bedeutung, Granit | 09252816 |
| Bild gesucht | Wegestein Callenberg | Kirschauer Straße 65 (gegenüber) (Karte)      | 19. Jahrhundert | Verkehrsgeschichtlich von Bedeutung, aus Granit mit pyramidaler Zuspitzung | 09252857 |
| Bild gesucht | Wegestein Rodewitz   | Hauptstraße (Ecke Bederwitzer Straße) (Karte) | 19. Jahrhundert | Verkehrsgeschichtlich von Bedeutung, Natursteinstele mit leicht zurückgesetztem Abschluss, dieser glockendachartig (allerdings flach abschließend) ausgeformt, seltene Formgebung | 09252809 |

### Schmölln-Putzkau
| Bild               | Bezeichnung        | Lage                                                              | Datierung           | Beschreibung | ID       |
| ------------------ | ------------------ | ----------------------------------------------------------------- | ------------------- | --- | -------- |
| Wegestein Putzkau  | Wegestein Putzkau  | (Straße von Putzkau nach Tröbigau, Abzweig nach Schmölln) (Karte) | 19. Jahrhundert     | Verkehrsgeschichtlich von Bedeutung | 09275080 |
| Bild gesucht       | Wegestein Putzkau  | Ottendorfer Straße (Karte)                                        | 19. Jahrhundert     | Gemarkung Oberputzkau, verkehrsgeschichtlich von Bedeutung, Granitobelisk, ca. 1,40 m hoch, mit flachpyramidalem Abschluss | 09275646 |
| Wegestein Schmölln | Wegestein Schmölln | (Aussichtspunkt Oberhofberg) (Karte)                              | Bezeichnet mit 1979 | Mit Zunftwappen sowie Inschriften zur Geschichte der Gemeinde Schmölln, ortsgeschichtlich von Bedeutung. Sandstein-Wegesäule am Aussichtspunkt „Oberhofberg“, von Steinbildhauer Manfred Wagner gearbeitet, kubischer Säulenkopf mit Zunftwappen, Säulenschaft quadratischen Querschnitts mit Inschriften zur Geschichte der Gemeinde Schmölln, drei umlaufende polygonale Bänder mit Ortsbezeichnungen sowie Pfeilen und Entfernungsangaben. | 09289136 |

### Schwepnitz
| Bild           | Bezeichnung            | Lage                  | Datierung           | Beschreibung                                | ID       |
| -------------- | ---------------------- | --------------------- | ------------------- | ------------------------------------------- | -------- |
| Weitere Bilder | Wegestein Grüngräbchen | Am Schloßberg (Karte) | Bezeichnet mit 1861 | Granit, verkehrsgeschichtlich von Bedeutung | 09227089 |

### Spreetal
| Bild         | Bezeichnung         | Lage               | Datierung       | Beschreibung                                                                                   | ID       |
| ------------ | ------------------- | ------------------ | --------------- | ---------------------------------------------------------------------------------------------- | -------- |
| Bild gesucht | Wegestein Spreewitz | Dorfstraße (Karte) | 19. Jahrhundert | Verkehrsgeschichtlich von Bedeutung, ca. 1,20 m hohe Granitstele mit gewölbtem Abschluss       | 09278747 |
| Bild gesucht | Wegestein Spreewitz | Dorfstraße (Karte) | 19. Jahrhundert | Verkehrshistorisch von Bedeutung, Granitstele, ca. 1,20 m hoch, mit flachpyramidalem Abschluss | 09278741 |

### Steina
| Bild           | Bezeichnung | Lage                    | Datierung       | Beschreibung | ID       |
| -------------- | ----------- | ----------------------- | --------------- | --- | -------- |
| Weitere Bilder | Wegestein   | An der Weißbach (Karte) | 19. Jahrhundert | Granit, verkehrsgeschichtlich von Bedeutung, Granitstele mit dachartigem Abschluss, Inschrift auf der unteren Hälfte | 09227530 |

### Steinigtwolmsdorf
| Bild         | Bezeichnung     | Lage                                    | Datierung       | Beschreibung | ID       |
| ------------ | --------------- | --------------------------------------- | --------------- | --- | -------- |
| Bild gesucht | Wegestein Weifa | Hauptstraße (Ecke Lindenstraße) (Karte) | 19. Jahrhundert | Verkehrshistorisch von Bedeutung, Sandsteinstele mit flachpyramidalem Abschluss, Schrifttafeln an den Seitenflächen durch umlaufende Einkerbungen voneinander unterteilt | 09289340 |

### Weißenberg
| Bild             | Bezeichnung       | Lage                                     | Datierung       | Beschreibung | ID       |
| ---------------- | ----------------- | ---------------------------------------- | --------------- | --- | -------- |
| Wegestein Drehsa | Wegestein Drehsa  | (zwischen Wawitz und Oberdrehsa) (Karte) | 19. Jahrhundert | Verkehrsgeschichtlich von Bedeutung, Säule stand bis 2001 irrtümlich unter Ortsteil Zschorna (Gemeinde Hochkirch) in der Denkmalliste           | 09251730 |
| Wegestein Grube  | Wegestein Grube   | Nostitz (am Abzweig zur Mühle) (Karte)   | 19. Jahrhundert | Verkehrsgeschichtlich von Bedeutung, Natursteinsäule mit flachpyramidalem Abschluss, Abfasungen am Schaft und vertieftem Schriftspiegel am Kopf | 09251871 |
| Bild gesucht     | Wegestein Nechern | Lindenweg (am Dorfplatz) (Karte)         | 19. Jahrhundert | Verkehrsgeschichtlich von Bedeutung, Natursteinsäule, Schaft mit abgefasten Kanten, Kopf mit flachpyramidalem Abschluss                         | 09251772 |

### Wilthen
| Bild         | Bezeichnung       | Lage                                      | Datierung                 | Beschreibung | ID       |
| ------------ | ----------------- | ----------------------------------------- | ------------------------- | --- | -------- |
| Bild gesucht | Wegestein Wilthen | Neukircher Straße (Ecke Pichoweg) (Karte) | 2. Hälfte 19. Jahrhundert | Verkehrsgeschichtlich von Bedeutung. Inschrift: „Weife 3/4 Stunde Diehmen 1 Stunde“ in vertieftem Feld, steht im Kreuzungsbereich Neukircher Straße durch den Ort und Abzweig Pichoweg, oberer Abschluss leicht abgerundet. | 09300727 |
| Bild gesucht | Wegestein         | Sora (nördlicher Ortsausgang) (Karte)     | 19. Jahrhundert           | Verkehrsgeschichtlich von Bedeutung, Granitsäule mit vorkragendem Sockel und Säulenkopf, dieser flach abschließend, Schaft mit Abfasungen                                                                                   | 09252690 |

### Wittichenau
| Bild         | Bezeichnung       | Lage                                                               | Datierung       | Beschreibung | ID       |
| ------------ | ----------------- | ------------------------------------------------------------------ | --------------- | --- | -------- |
| Wegestein    | Wegestein         | bei Brischko 45 (östliches Ortsende) (Karte)                       | 19. Jahrhundert | Verkehrsgeschichtlich von Bedeutung, ca. 1,60 m hohe Granitstele mit pyramidalem Abschluss, Inschrift verwittert (unlesbar) | 08990551 |
| Bild gesucht | Wegestein Dubring | (an S 95, Abzweig Dubring) (Karte)                                 | 19. Jahrhundert | Verkehrsgeschichtlich von Bedeutung, ca. 1 m hohe, etwas unregelmäßige Granitstele mit flachem Abschluss, ohne Aufschrift   | 08990475 |
| Bild gesucht | Wegestein         | neben Rachlau 22 (südlich des Ortes Richtung Groß Särchen) (Karte) | 19. Jahrhundert | Verkehrsgeschichtlich von Bedeutung, ca. 1,50 m hohe Granitstele mit halbrundem Abschluss                                   | 08990582 |